# Chiến dịch Bagration
Chiến dịch Bagration (tiếng Nga: опера́ция «Багратио́н») là mật danh của chiến dịch Byelorussia - chiến dịch tấn công chiến lược mùa hè năm 1944 của quân đội Liên Xô, chính thức bắt đầu ngày 23 tháng 6 đến 29 tháng 8 năm 1944 trong Chiến tranh Xô-Đức. Mật danh này được lấy theo tên của Pyotr Ivanovich Bagration - một vị tướng đã chiến đấu và hy sinh trong cuộc chiến tranh năm 1812 giữa Đế quốc Nga và nước Pháp của Napoléon I.
Đây là chiến dịch được thực hiện bởi 6 mũi tấn công của 4 Phương diện quân Liên Xô. Sau ba giai đoạn tác chiến chiến lược, Quân đội Liên Xô đã đánh tan Cụm Tập đoàn quân Trung tâm của Quân đội Đức Quốc xã, tiêu diệt 25 Sư đoàn Đức, giải phóng hoàn toàn lãnh thổ Byelorussia cùng phần lớn lãnh thổ các nước cộng hoà Xô viết vùng Baltic và miền Đông Bắc Ba Lan. Về phía Đức Quốc xã, đây là "thất bại thảm hại nhất của Quân đội Đức Quốc xã trong toàn bộ cuộc Chiến tranh thế giới thứ hai", khi khu vực phòng thủ phía Đông của nước Đức bị sụp đổ và Đông Phổ bị trực tiếp đe doạ.
Chiến dịch Bagration cũng được xem là chiến thắng vĩ đại nhất của Hồng quân trong cả cuộc chiến. Chiến dịch này cùng với chiến dịch Lvov-Sandomir (tiếng Nga: Львов – Сандомир) được các nhà nghiên cứu lịch sử coi là tiêu biểu cho nghệ thuật chiến dịch Xô Viết, khi các hoạt động nghi binh liên tục làm Quân đội Đức Quốc xã lỡ chân, đồng thời các bài bản tấn công của học thuyết "Tác chiến chiều sâu" được thực hiện gần như hoàn hảo ở mọi cấp độ. Trong khi vai trò "bậc thầy" của Liên Xô về vây bọc được khẳng định, hai chiến dịch này đã đẩy Quân đội Đức Quốc xã ra khỏi lãnh thổ Liên Xô, giúp Hồng quân có bàn đạp ở bờ Tây sông Wisla, tạo tiền đề cho chiến dịch Vistula-Oder ở giai đoạn kế tiếp, đưa chiến tranh vào khu vực "chiều sâu chiến lược" của đối phương theo học thuyết.

## Bối cảnh trước chiến dịch

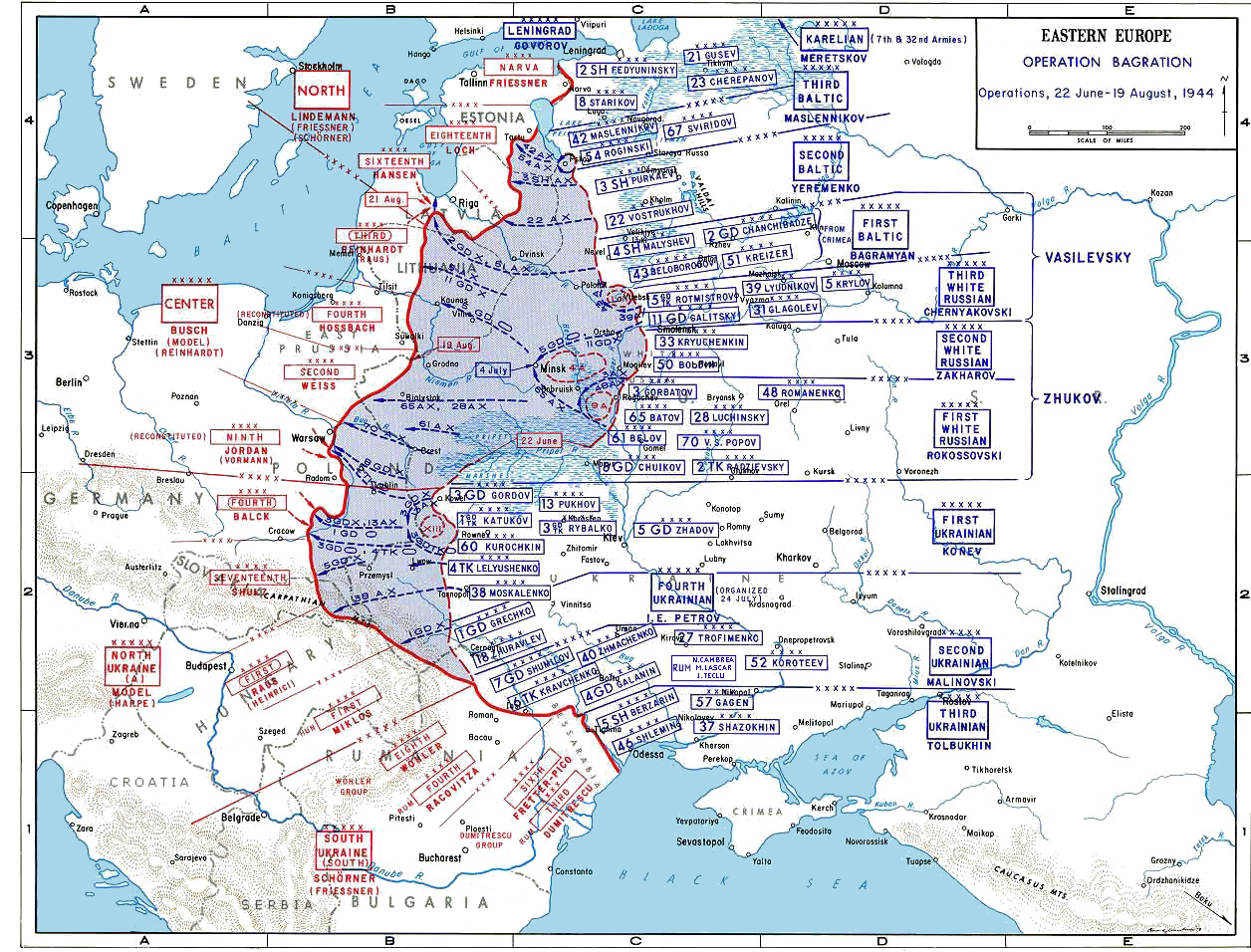
Mặt trận Xô-Đức từ 22/6 đến 19/8 năm 1944

### Địa bàn tác chiến
Chiến dịch diễn ra trên lãnh thổ Byelorussia, Litva một phần lãnh thổ Latvia và vùng Đông Bắc Ba Lan. Đây là vùng có địa hình khá bằng phẳng ở phía Tây và thấp dần từ Tây Bắc xuống Đông Nam. Vùng phía Đông Belarus, nơi triển khai các chiến dịch tấn công đầu tiên, địa hình bị chia cắt bởi các dải rừng lá kim xen lẫn các con sông Dniepr, Berezina, Luchesa, Pronia, Drut; đều chảy theo hướng Bắc - Nam và Tây Bắc - Đông Nam. Những con sông này được Cụm tập đoàn quân trung tâm (Đức) lợi dụng như các chướng ngại tự nhiên trên các tuyến phòng thủ. Muốn thực hành đột phá với chiều sâu chiến dịch lớn trên hướng này, cần tập trung pháo binh ở mật độ cao với hàng chục cơ số đạn và phải có ít nhất một tập đoàn quân xe tăng.
Phía Nam Belerus là dải đầm lầy Polesya dài hơn 400 km, rộng hơn 100 km, trải từ phía Tây Gomel đến ngã ba biên giới Ukraina - Belarus - Ba Lan. Bản thân vùng đầm lầy này cũng bị chia cắt bởi rừng rậm và các con sông nhỏ là chi lưu của sông Pripyat và cũng chảy theo hướng Bắc - Nam hoặc Nam - Bắc trong khi sông Pripyat chảy theo hướng Tây - Đông. Đây là khu vực hầu như không thể triển khai xe tăng, pháo hạng nặng và các vũ khí lớn. Kỵ binh có thể hoạt động được trong vùng này nhưng di chuyển khá khó khăn. Muốn hỗ trợ cho bộ binh tác chiến trên vùng này, cần có các giang đội tàu sông và các xuồng chiến đấu.
Phía Bắc địa bàn tác chiến chủ yếu là các dải đồi cao trên biên giới Belarus - Litva bị chia cắt bởi các con sông Tây Dvina và Nieman chảy theo hướng Đông Nam - Tây Bắc và vùng hồ - đầm lầy trên biên giới Nga - Latvia. Đây là hướng hoạt động có thể triển khai xe tăng với số lượng lớn nhưng cần nhiều đơn vị công binh cầu phà, làm đường và hỗ trợ kỹ thuật. Toàn bộ lãnh thổ Belarus có khoảng 20.000 sông suối và khoảng 11.000 hồ đầm lớn nhỏ, chiếm 10% diện tích lãnh thổ. Belarus không có các điểm cao lớn. Khu đất cao rộng nhất nằm quanh các thành phố Minsk và Vinius, núi Dzerzhinsk cao nhất vùng cũng chỉ có độ cao 345 mét.

### Tình huống mặt trận
Khu vực tác chiến được người Đức gọi là "ban công Byelorussia" do tuyến mặt trận có hình một cung lồi nhô về phía Đông từ Polotsk qua Vitebsk, dọc theo sông Luchetsa, sông Pronia, sông Dniepr đến Zhlobin rồi chạy dọc theo sông Pripyat sang phía Tây đến Pinsk và Kovel. Nếu kể cả khu vực đầm lầy Polisya chỉ có những đội kỵ binh trắc vệ kiểm soát, toàn bộ trận tuyến dài đến trên 800 km. Cụm tập đoàn quân Trung tâm (Đức) đóng tại đây có một vị trí chiến lược rất quan trọng trên toàn bộ mặt trận Xô - Đức. Lợi dụng sự chia cắt của vùng đầm lầy Polesya, cánh phải của cụm quân này có thể uy hiếp bên sườn và phía sau các binh đoàn của Phương diện quân Ukraina 1 đang chuẩn bị mở Chiến dịch Lvov–Sandomierz ở Đông Nam Ba Lan. Từ khu vực Minsk - Vilnius, quân đội Đức Quốc xã có thể đánh bọc sườn quân đội Liên Xô nếu họ đột kích vào Đông Phổ. Khu vực này còn là các căn cứ mặt đất để Tập đoàn quân không quân 6 (Đức) tổ chức các trận tập kích đường không vào Moskva. Và cuối cùng, khối quân Đức gồm hơn 800.000 người đóng tại đây chặn đường tiến công của Liên Xô vào Ba Lan và Đông Phổ, hai cửa ngõ tối quan trọng trên biên giới phía Đông của Đế chế thứ ba.
Cụm Tập đoàn quân Trung tâm luôn là một đạo quân mạnh của Quân đội Đức Quốc xã. Ở thời điểm mùa hè năm 1944, nó gồm hơn 50 sư đoàn; chỉ đứng sau Cụm tập đoàn quân Nam (Đức) về quân só và trang bị. Mặc dù trong chiến dịch Suvorov hồi mùa thu năm 1943, Quân đội Liên Xô đã đẩy cụm quân này ra khỏi khu vực Smolensk nhưng chiều dài chiến tuyến đã được thu ngắn bớt. Do đó, Cụm Tập đoàn quân Trung tâm (Đức) có thể tăng mật độ quân lực lẫn chiều sâu của tuyến. Địa hình ở đây cũng thuận lợi cho phòng thủ: bùn đất lầy lội khiến việc triển khai xe tăng chỉ có thể thực hiện trên vài trục giao thông chính; mặt Đông Nam được che chở bởi khu đầm lầy Pripyat, có địa hình rừng cây xen với bùn lầy; còn mặt Đông Bắc và Đông có các con sông lớn chạy dọc theo chiến tuyến. Trong khi đó, sau lưng chiến tuyến là hệ thống đường sắt tương đối tốt, thuận lợi cho việc điều chuyển lực lượng dự bị. Bất lợi về địa hình cộng với hệ thống đường bộ kém phát triển sẽ gây khó khăn lớn cho việc đảm bảo hậu cần nếu Hồng quân tập trung quân lực lớn cho cuộc tấn công ở đây.
Tuy nhiên, do những thất bại của Cụm Tập đoàn quân Nam trong chuỗi chiến dịch Kursk, hạ lưu sông Dnepr, Dnepr-Carpath, Crimea trong mùa hè, mùa thu và mùa đông 1943-1944 của Hồng quân, đẩy Cụm Tập đoàn quân này lùi xa về phía Tây nên sườn Nam của Cụm Tập đoàn quân Trung tâm đã có một khoảng cách lớn với sườn phía Bắc của Cụm tập đoàn quân Nam không được che chắn. Đến tháng 3 năm 1944, hình thế phòng thủ của Cụm Tập đoàn quân này khá bất lợi khi trên cánh Nam, Phương diện quân Byelorussia (Liên Xô) tiến hành thắng lợi chiến dịch đệm tại khu vực Gomel - Rechitsa, đánh bật quân Đức khỏi hành lang chiến lược giữa hai con sông Dniepr và Pripyat hồi tháng 11 năm 1943. Sau đó một tháng, Phương diện quân Pribaltic 1 cũng đánh bật Tập đoàn quân xe tăng 3 (Đức) khỏi Gorodok và áp sát Vitebsk từ ba phía.
Trong thời gian này, đã có những tín hiệu rõ ràng cho thấy Đồng Minh sẽ sớm mở mặt trận phía Tây. Như thế, nước Đức Quốc xã sẽ rơi vào tình huống xấu nhất là bị kẹp giữa 2 mặt trận. Trong tư thế phòng ngự, Bộ Tổng tư lệnh Lục quân Đức Quốc xã (Oberkommando des Heeres - OKH) chờ đợi một cuộc tiến công chiến lược của Hồng quân vào cùng khoảng thời gian với hoạt động đổ bộ của Đồng Minh, có khả năng cao vào đầu mùa hè, khi bùn lầy bắt đầu khô.
Vấn đề còn lại chỉ là Hồng quân sẽ lựa chọn hướng nào là hướng tấn công chính mà thôi.

### Phán đoán của Bộ Tổng tư lệnh Lục quân Đức
Là một người có niềm tin mạnh mẽ vào chiến thắng cuối cùng của nước Đức Quốc xã, Hitler cũng tin là có thể tạo ra một cú lật ngược tình thế ở mặt trận phía Đông trong tình huống Đồng Minh sắp mở mặt trận phía Tây. Niềm tin này ảnh hưởng tới nhận định của OKH khi phán đoán hướng tấn công của Hồng quân vào mùa hè 1944, bởi lẽ cơ hội mong ước này chỉ xảy ra khi Hồng quân lựa chọn hướng từ Bắc Ukraina ra biển Baltic vào khe giữa Cụm Tập đoàn quân Bắc Ukraina và Cụm Tập đoàn quân Trung tâm, tạo điều kiện cho 2 Cụm Tập đoàn quân này phản công bao vây, lặp lại những chiến thắng vang dội của thời kỳ 1941-1942.
Phán đoán chủ quan này của OKH được củng cố bởi nhiều lý do, mà trước tiên là khu vực Ukraina mở vào vùng bằng phẳng ở châu Âu, có địa hình thuận lợi cho xe tăng - cơ giới hoá hoạt động. Từ Ukraina, Hồng quân có hai lựa chọn: từ miền Nam Ukraina về phía Nam Âu chiếm Romania và các nước vùng Balkan; từ Bắc Ukraina về phía Tây Bắc, ra bờ biển Baltic cắt ngang hành lang Byelorussia. OKH cho rằng 2 lựa chọn này đều có hệ quả chiến lược nghiêm trọng: Romania sẵn sàng đổi phe và nước Đức Quốc xã mất một đồng minh chính trị lẫn nguồn cung cấp dầu mỏ tối quan trọng cho bộ máy chiến tranh; còn Cụm Tập đoàn quân Trung tâm ở Byelorussia và Cụm Tập đoàn quân Bắc ở dọc bờ biển Baltic nếu bị cắt rời thì Quân đội Đức Quốc xã suy yếu nghiêm trọng. Tuy nhiên, OKH nhận định rằng hướng Tây Bắc Ukraina có khả năng hơn cả, vì một cuộc tấn công táo bạo ở đây sẽ nhanh chóng mang chiến tranh đến lãnh thổ nước Đức.
Với nhận định trên, OKH và đặc biệt là Hitler đã bỏ qua mối đe dọa vỗ mặt của Hồng quân đối với Cụm Tập đoàn quân Trung tâm. Do đó, ⅓ số pháo, ½ số pháo tự hành chống tăng và 88% số xe tăng của Cụm Tập đoàn quân này được điều chuyển sang Cụm Tập đoàn quân Bắc Ukraina.

### Ý định của Đại bản doanh Bộ Tổng tư lệnh tối cao Liên Xô

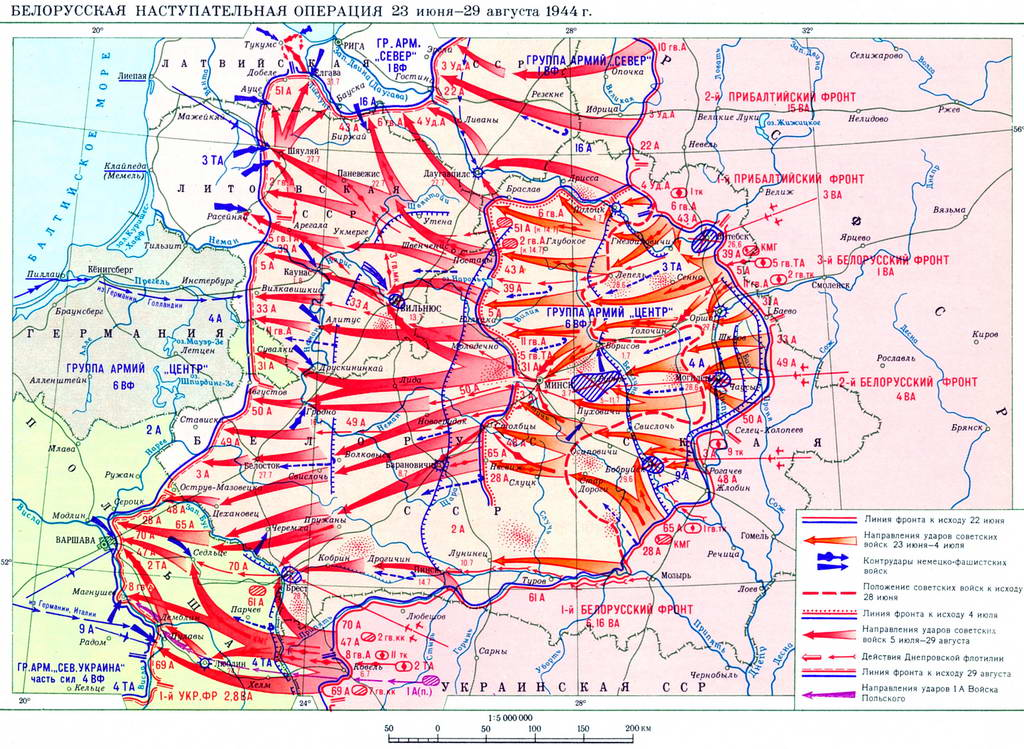
Bản đồ tổng thể Chiến dịch Bagration

Trong việc lựa chọn hướng tấn công chính cho chiến dịch mùa hè, Đại bản doanh Bộ Tổng tư lệnh tối cao Liên Xô (Stavka) - có cách phân tích khác với OKH.
Hướng phía Bắc vào các nước Cộng hoà vùng Baltic nhắm vào Cụm Tập đoàn quân Bắc dĩ nhiên không được lựa chọn vì ít có ý nghĩa chiến lược: nó chỉ giải phóng một phần nhỏ đất đai và tài nguyên của Liên Xô và cuối cùng là đi vào ngõ cụt ở ven bờ biển Baltic. Hơn nữa khu vực này có địa thế thuận lợi cho phòng thủ và Hồng quân cũng đứng trước nguy cơ kéo dài mặt trận Xô-Đức. Hướng phía Nam, từ Nam Ukraina về Rumani và các nước vùng Balkan nhằm cũng có khả năng, nhưng đây chỉ là mặt trận thứ yếu. Tấn công theo hướng này trong thời điểm hiện tại cũng khiến Hồng quân kéo dài trận tuyến quá mức và phải đối phó với địa hình khó khăn vùng Balkan.
Như vậy, chỉ còn hai hướng được Stavka cân nhắc: từ phía Tây Bắc Ukraina phát triển về hướng biển Baltic hoặc tấn công trực diện Cụm Tập đoàn quân Trung tâm ở Byelorussia. Lựa chọn thứ nhất, mặc dù được thuận lợi về địa hình phù hợp cho xe tăng - cơ giới hoá, nhưng đổi lại phải đối mặt với nguy cơ mũi tấn công bị cắt vào sườn, phản bao vây bởi lực lượng mạnh của Cụm Tập đoàn quân Bắc Ukraina và Cụm Tập đoàn quân Trung tâm. Sau những kinh nghiệm xương máu trong những năm trước, Stalin và các tướng lĩnh của ông hiểu rằng một đợt tấn công táo bạo như vậy là quá sức đối với Hồng quân Liên Xô, nhất là xét trong lĩnh vực chỉ huy và hậu cần.
Lựa chọn mục tiêu Byelorussia có khả năng nhất, vì việc Hồng quân trả giá đắt cho mỗi thước đất giành được từ Cụm Tập đoàn quân Trung tâm trước đó lẫn địa hình không phù hợp cho hoạt động của xe tăng - cơ giới hoá lại là tiền đề cho yếu tố bất ngờ. Thành công của hướng tấn công này sẽ hủy diệt những khối quân Đức còn chưa bị tiêu hao, cắt đứt đường rút lui Cụm Tập đoàn quân Bắc, hoàn tất việc giải phóng Liên Xô và giúp Hồng quân tiến vào Ba Lan, đóng quân ngay tại hướng trực tiếp nhất đến Berlin. Đồng thời, theo nguyên tắc chiến dịch của "Tác chiến chiều sâu", thành công của hướng tấn công chính sẽ là khởi đầu cho chiến dịch kế tiếp. Nên Stavka dự kiến khi chiến dịch Byelorussia phát triển thuận lợi, OKH sẽ phải điều quân từ Cụm Tập đoàn quân Bắc Ukraina lên bịt lỗ hổng Byelorussia bất chấp Hồng quân đang tập trung một lực lượng mạnh ở khu vực này, và đây sẽ là thời điểm để tung ra chiến dịch kế tiếp ngay từ Bắc Ukraina về hướng Lvov-Sandomir.
Stavka cũng đã tổ chức lại lực lượng của mình và điều chỉnh lại hệ thống cán bộ chỉ huy. Phương diện quân Tây được chia nhỏ thành Phương diện quân Byelorussia 2 và 3, và hai Phương diện quân này được che sườn Bắc bởi Phương diện quân Baltic 1. Phương diện quân Byelorussia nhận thêm 3 Tập đoàn quân để trở thành Phương diện quân Byelorussia 1 - là một "siêu" Phương diện quân vì có nhiệm vụ hỗ trợ cho Phương diện quân Ukraina 1 phát triển hướng chiến dịch Lvov-Sandomir. Stavka cũng thực hiện những cuộc điều động quân quy mô lớn: chuyển tới đến Byelorussia các đơn vị Tập đoàn quân Xe tăng Cận vệ số 5 và Tập đoàn quân số 28 từ Nam Ukraina, Tập đoàn quân Cận vệ số 2 và Tập đoàn quân số 51 từ mặt trận Krym; điều động tới Bắc Ukraina Tập đoàn quân Cận vệ số 8 và Tập đoàn quân Xe tăng số 2 từ Moldavia; chuyển Tập đoàn quân Cận vệ số 6 từ Phương diện quân Baltic 2 sang cho Baltic 1.
Nguyên soái Z. K. Zhukov được bổ nhiệm làm đại diện của Stavka tại Phương diện quân Byelorussia 1 và 2 nhằm điều phối hành động của hai phương diện quân này - vì thế nguyên soái I. S. Koniev thay thế ông chỉ huy Phương diện quân Ukraina 1. Nguyên soái A. M. Vasilevsky thì điều phối Phương diện quân Byelorussia 3. Một số tướng lĩnh cũng được đề bạt lên làm Tư lệnh các Phương diện quân tham gia chiến dịch. Đại tướng I. D. Cherniakovsky được bổ nhiệm làm tư lệnh Phương diện quân Byelorussia 3, trở thành Tư lệnh phương diện quân trẻ nhất của Hồng quân. Đại tướng I. E. Petrov cũng được đề bạt làm Tư lệnh Phương diện quân Byelorussia 2, tuy nhiên do sự đàm tiếu của L. Z. Mekhils mà ông bị điều đi làm Tư lệnh Phương diện quân Ukraina 4. Người thay thế Petrov là Đại tướng G. F. Zakharov.

## Diễn biến trước trận đánh

### Hoạt động nghi binh của Hồng quân
Nghi binh (maskirovka) là một trong những yếu lĩnh của học thuyết "Tác chiến chiều sâu", và luôn có vai trò quan trọng trong thành công của Hồng quân trong các chiến dịch phản công lẫn tấn công trong suốt thời gian từ mùa Đông 1942 cho đến mùa Xuân 1944. Tuy nhiên, trong suốt thời gian trước đó của cuộc chiến, chưa có hoạt động nghi binh nào được chuẩn bị công phu như ở chiến dịch Byelorussia.
Do thành công của chiến dịch phụ thuộc rất lớn vào việc bí mật tập trung quân dự bị và hoán chuyển vị trí của các Tập đoàn quân giữa các Phương diện quân, nên mục tiêu đầu tiên của các hoạt động nghi binh là giấu kín các hoạt động chuyển quân này, thứ nữa là củng cố niềm tin của Hitler và OKH rằng mục tiêu tấn công sắp tới của Hồng quân sẽ là miền Trung và Nam Đông Âu, chứ không phải là Byelorussia.
Để thực hiện các hoạt động nghi binh thuận lợi, bắt đầu từ giữa tháng 4, Hồng quân chuyển toàn bộ mặt trận sang phòng ngự. Mọi biện pháp giữ bí mật được triển khai: các trạm phát radio công suất lớn ngưng hoạt động; kế hoạch tấn công chỉ được phổ biến cho một số rất ít người liên quan; việc chuyển quân chỉ thực hiện ban đêm; các địa điểm tập trung quân được nguỵ trang kỹ lưỡng; quân giữ tuyến không được biết đơn vị mới đến; các đơn vị không quân mới đến không được bay trinh sát; các đơn vị tiêm kích tại chỗ thiết lập một đai tuần không cẩn mật ngăn chặn máy bay thám thính của đối phương thâm nhập.
Khác với cách nghi binh "hư hư thực thực" trong những chiến dịch trước, lần này Hồng quân sử dụng "thực mà hư" khi để lại 4/6 Tập đoàn quân Xe tăng ở khu vực Ukraina, đồng thời sử dụng một trong số các Tập đoàn quân này thực hiện một cuộc tấn công sớm về hướng Romania trong đầu tháng 5 năm 1944. Ngoài ra, các Phương diện quân ở khu vực này được lệnh tổ chức thêm các "đội quân ma" nhằm che giấu việc 2 Tập đoàn quân Xe tăng đã được điều chuyển. Các đài phát sóng radio cũng được lệnh giả lập việc tập trung quân cùng với các đoàn tàu nhộn nhịp đến khu vực này. Đai tuần không thỉnh thoảng được mở ra, cố ý để cho máy bay thám thính của đối phương thâm nhập. Ở phía Bắc, phương diện quân Baltic 3 cũng thực thi những hoạt động nghi binh tương tự nhằm lôi kéo sự chú ý của OKH ra khỏi chính diện của Cụm Tập đoàn quân Trung tâm.
Nhìn chung, các hoạt động nghi binh của Hồng quân đã thành công. OKH hoàn toàn không hề hay biết việc Hồng quân đã bí mật chuyển 3 tập đoàn quân bộ binh cơ giới, 1 tập đoàn quân xe tăng và vài sư đoàn đến tăng cường cho các đơn vị đối diện với Cụm Tập đoàn quân Trung tâm. Đến tận ngày mở màn chiến dịch Bagration, phát xít Đức vẫn tin rằng Tập đoàn quân xe tăng cận vệ số 5, Tập đoàn quân xe tăng số 2, Tập đoàn quân số 5 và số 8 vẫn còn được bố trí ở phía Nam, đối diện với Cụm Tập đoàn quân Nam Ukraina.

### Phản ứng của phía Quân đội Đức Quốc xã
Dựa trên suy luận rằng các mũi tấn công của Hồng quân phải có Tập đoàn quân Xe tăng làm mũi nhọn, mà các tín hiệu thu nhận từ mặt trận cho thấy cả sáu Tập đoàn quân Xe tăng đang tập trung ở khu vực Ukraina, nên OKH tiếp tục đánh giá thấp nguy cơ ở Byelorussia. Đầu tháng 5/1944, Cụm Tập đoàn quân Trung tâm đã bị lấy mất 1/3 lực lượng pháo binh, và đến cuối tháng Năm, khi OKH điều động thêm Quân đoàn Thiết giáp 56 sang tăng cường cho Cụm Tập đoàn quân Bắc Ukraina, thì Cụm Tập đoàn quân này chỉ còn lại một nửa số pháo chống tăng và 22 phần trăm số xe tăng.
Tuy nhiên, ở cấp độ quân đoàn trở xuống, các sĩ quan chỉ huy và tình báo Đức đã thu thập được nhiều tin tức về một cuộc tấn công quy mô lớn có thể xảy ra ở Byelorussia. Vào đầu tháng 6 năm 1944, nhờ xâm nhập trinh thám, các đơn vị của Cụm Tập đoàn quân Trung tâm đã phát hiện sự tập trung quân quy mô lớn ở khu vực chiến tuyến đối diện và báo cáo về OKH. Không lâu trước khi chiến dịch mở màn, Bộ Tư lệnh của các Tập đoàn quân đã nhận diện hầu hết các đơn vị Hồng quân đối diện chiến tuyến và phán đoán được hướng tấn công của các đơn vị này - ngoại trừ các lực lượng dự bị chiến lược của Stavka như trường hợp của Tập đoàn quân Cận vệ 6, Tập đoàn quân Xe tăng Cận vệ 5, các Cụm cơ động Kỵ binh - Cơ giới hoá.
Có điều các sĩ quan cao cấp của OKH tiếp tục xem nhẹ các phát hiện này, họ cho rằng vẫn cho rằng việc tập trung quân này chỉ nhằm thực hiện một đòn nghi binh như các chiến dịch trước đây. Quan điểm này thể hiện trong bức công điện ngày 10 tháng 6: Mặc dù đòn tấn công nhằm vào Cụm Tập đoàn quân Trung tâm vẫn được cho là thứ yếu, chúng ta vẫn cần phải để tâm đến khả năng quân địch tập trung binh lực ngay trước chiến tuyến của Cụm Tập đoàn quân Trung tâm; bởi lẽ sức mạnh của các mũi xung kích Xô Viết - nếu chỉ xét theo tỉ lệ binh lực của hai bên - đã là không thể xem thường. Ngày 19 tháng 6, bộ phận Quân báo của Cụm Tập đoàn quân Trung tâm lại phát hiện mức độ tập trung cao của Không quân Xô Viết và tiếp tục báo cáo bày tỏ nghi vấn về phán đoán của OKH. Tuy nhiên, OKH tiếp tục đánh giá rằng sự nghi ngờ này không có căn cứ. Các sĩ quan cấp cao của OKH chỉ hoàn toàn nhận thức được sai lầm của họ cho đến tận ngày 25 tháng 6, lúc đó đã là vài ngày sau khi chiến dịch Bagration thật sự mở màn.

## Quân lực và kế hoạch của hai bên

### Tương quan quân lực của hai bên

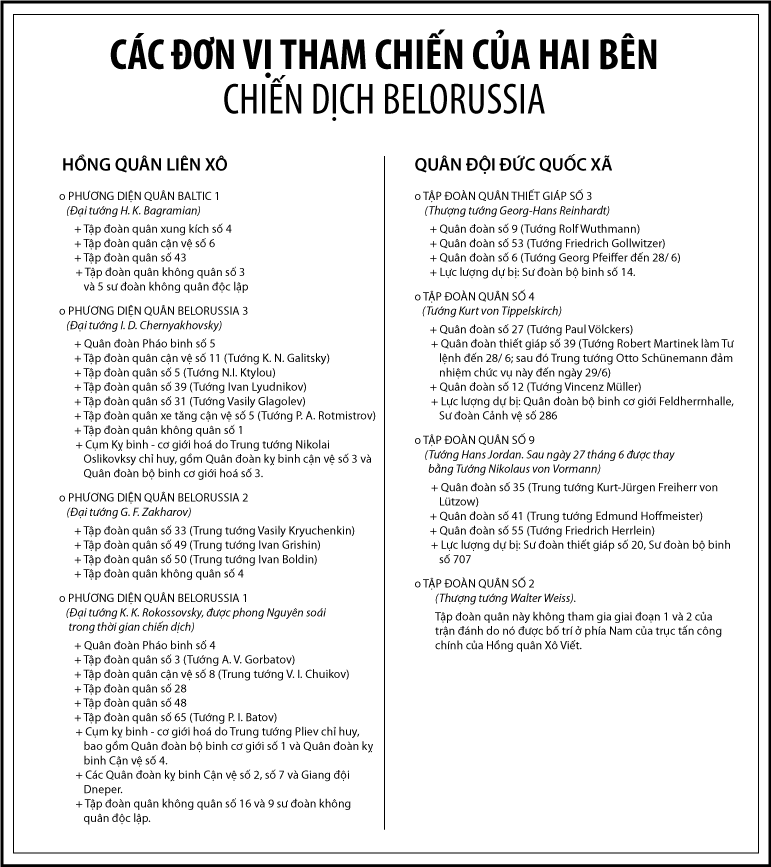
Các đơn vị tham chiến của Hồng quân và Quân đội Đức Quốc xã theo Zaloga

Tại khu vực mặt trận, Hồng quân có tổng cộng 2,4 triệu quân với 36.000 đại bác và súng cối, 5.200 xe tăng và pháo tự hành, 5.300 máy bay chiến đấu. Trong khi đó, quân lực của Đức Quốc xã gồm 80 vạn người, 900 xe tăng và pháo tự hành, 9.000 đại bác và cối, và 1.350 máy bay. Như thế, Hồng quân đạt ưu thế vượt trội mọi mặt, từ quân số đến vũ khí.
Tính vào ngày 22 tháng 6, Cụm Tập đoàn quân Trung tâm có 553 xe tăng và pháo tự hành, chưa tính khoảng vài trăm pháo tự hành chống tăng. Tỷ lệ xe tăng so với pháo tự hành rất thấp, ví dụ Tập đoàn quân Thiết giáp 3 chỉ có 40 xe tăng và 246 pháo tự hành, được giải thích là chỉ chuẩn bị cho phòng ngự tĩnh. Trong khi đó, Hồng quân có 2.715 xe tăng và 1.355 pháo tự hành, so sánh cho thấy tỷ lệ xe tăng - pháo tự hành gần gấp 6 lần.
Tại thời điểm bắt đầu chiến dịch, trong số 1.350 máy bay ở mặt trận, Cụm Không lực 6 của Đức Quốc xã có 839 máy bay chiến đấu, trong đó chỉ có 66 máy bay tiêm kích và 312 máy bay ném bom. Trong cùng thời điểm, Không quân Xô viết có 2.318 máy bay tiêm kích, 1.744 máy bay hỗ trợ mặt đất Shturmoviks; 655 máy bay ném bom hạng vừa; 1.007 máy bay ném bom chiến lược (trực thuộc Stavka); 431 máy bay ném bom hạng nhẹ ban đêm. Với số lượng gấp nhiều lần, Không quân Xô viết hoàn toàn làm chủ bầu trời và hầu như tự do oanh kích mọi nơi, mọi lúc.

### Bố trí phòng thủ của Quân đội Đức Quốc xã

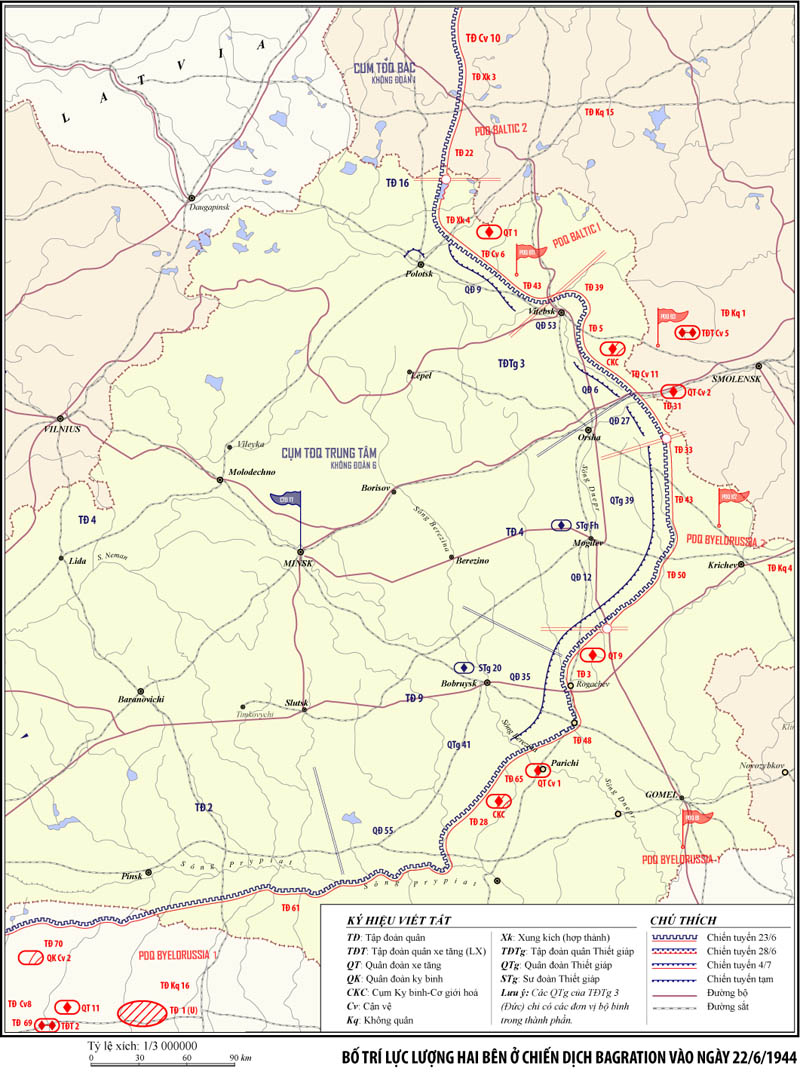
Bố trí quân lực hai bên trước chiến dịch.

Lực lượng của Cụm Tập đoàn quân Trung tâm dưới quyền thống chế Ernst Busch (từ 28 tháng 6 là thống chế Otto Moritz Walter Model) bao gồm Tập đoàn quân Thiết giáp số 3, Tập đoàn quân Bộ binh số 4, số 9 và số 2 được yểm trợ của Cụm Không quân 6. Ở thời điểm chiến dịch bắt đầu, Cụm Tập đoàn quân Trung tâm có 34 sư đoàn bộ binh, 2 sư đoàn dã chiến của Không quân, 7 sư đoàn an ninh hậu tuyến, 2 sư đoàn cơ giới hoá (chưa tính tàn quân của sư đoàn Feldherrnhalle) và 1 sư đoàn thiết giáp. Tổng cộng quân lực gồm 400.000 quân chiến đấu và 400.000 quân trong các đơn vị hỗ trợ. Do phòng tuyến dài, nên mỗi sư đoàn phải đảm nhận trung bình 14 km, mỗi km chiều dài có 10 pháo trực xạ và cối, 1 pháo và 1 xe tăng hoặc pháo tự hành. Những khoảng hở giữa các tiểu đoàn đóng quân trên trận tuyến chỉ được bao phủ bằng các cứ điểm trinh sát động tĩnh quân địch và bằng các đội tuần tra hoạt động theo phiên trực.
Dầu sao, nhờ thời gian ngưng chiến khá lâu trước đó, nên phòng tuyến được kiên cố hoá bằng 3-5 lớp chiến hào, nhiều ụ hoả điểm và bãi mìn, với chiều dày khoảng 5–6 km. Tuy nhiên, do mật độ quân lực phòng thủ thấp, nên Cụm Tập đoàn quân Trung tâm chỉ có 3 sư đoàn dự bị, trong đó sư đoàn Thiết giáp 20 đã bị tiêu hao và sư đoàn cơ giới hoá Feldherrnhalle đã bị thiệt hại nặng đều chưa được bổ sung. Các thành phố quan trọng chỉ được phòng thủ bằng các đơn vị hậu tuyến. Cho nên, một khi khu vực chiến thuật của phòng tuyến đã bị đục thủng, thì Cụm Tập đoàn quân không đủ quân để bịt cửa đột phá. Hơn nữa, một phần đáng kể lực lượng Đức đã bị hoạt động của các đội du kích Liên Xô trói chân tại hậu phương.

### Kế hoạch tấn công của Hồng quân
Kế hoạch ban đầu của Stavka được phác thảo với ý đồ bao vây tiêu diệt phần lớn Cụm Tập đoàn quân Trung tâm Đức Quốc xã bằng 2 mũi chủ công thọc sâu: Mũi Đông Bắc của Phương diện quân Byelorussia 3 qua Orsha xuyên giữa Tập đoàn quân Thiết giáp 3 và Tập đoàn quân 4 của Đức Quốc xã về phía Tây Bắc Minsk, còn mũi Đông Nam của Phương diện quân Byelorussia 1 qua khu đầm lầy Nam Bobruysk xuyên giữa Tập đoàn quân 9 và Tập đoàn quân 2 theo hướng Slutsk tới Baranovichi rồi vòng lên phía Bắc. Hai mũi dự kiến sẽ hợp vây tại Tây Minsk. Trong khi đó, mũi phụ công của Phương diện quân Baltic 1 cắt qua giữa 2 Cụm Tập đoàn quân Bắc và Trung tâm theo hướng Polotsk-Glubokoe, vừa để bảo vệ sườn phải cho mũi Đông Bắc đồng thời kẹp chủ lực của Tập đoàn quân Thiết giáp 3 vào giữa, còn PQD Byelorussia 2 trợ công hướng Đông, ghim giữ Tập đoàn quân 4.
Tuy nhiên, trong cuộc họp chung giữa Stavka với các Tư lệnh Phương diện quân vào ngày 22-23 tháng 5, một vấn đề được nhận diện là các mũi thọc sâu chiến dịch có thể gặp nguy hiểm nếu các lực lượng phòng thủ vòng ngoài của đối phương chưa bị tiêu diệt. Do đó, các mũi thọc sâu chiến thuật cũng sẽ được tổ chức tại Vitebsk và Bobruisk để bao vây tiêu diệt Tập đoàn quân Thiết giáp 3 và Tập đoàn quân 9 của Đức Quốc xã.
Mũi thọc sâu chủ công Đông Bắc của Phương diện quân Byelorussia 3 được giao Tập đoàn quân Xe tăng 5 và Cụm cơ động Kỵ binh - Cơ giới hoá Oslikovsky, còn mũi Đông Nam của Phương diện quân Byelorussia 1 được giao Cụm cơ động Kỵ binh - Cơ giới hoá Plyev. Các mũi thọc sâu chiến thuật được thực hiện bởi Quân đoàn Xe tăng 1 được phối thuộc cho Tập đoàn quân Cận vệ 6 thuộc Phương diện quân Baltic 1, Quân đoàn Xe tăng Cận vệ 2 được phối thuộc cho Tập đoàn quân Cận vệ 11 thuộc Phương diện quân Byelorussia 3, Quân đoàn Xe tăng Cận vệ 1 và 9 được phối thuộc cho Tập đoàn quân 65 và 3 thuộc Phương diện quân Byelorussia 1. Hoạt động của Phương diện quân Baltic 1 và Phương diện quân Byelorussia 3 được phối hợp bởi đại diện của Stavka là Nguyên soái A. M. Vasilevsky, hoạt động của Phương diện quân Byelorussia 1 và 2 được phối hợp bởi đại diện Stavka là Nguyên soái G. K. Zhukov.
Stavka bắt đầu đưa ra những chỉ thị cơ bản về kế hoạch của chiến dịch vào ngày 31 tháng 5 năm 1944. Trái với những kế hoạch tấn công trước đó, lần này Stavka biết giới hạn tham vọng của mình và chỉ đưa ra những mục tiêu vừa sức với các Phương diện quân tham gia chiến dịch. Thật vậy, sự thành công ngoài mong đợi của chiến dịch Bagration đã khiến các chỉ huy Liên Xô bị bất ngờ và họ phải thực thi những thay đổi trong kế hoạch nhằm hướng tới những mục tiêu sâu hơn và xa hơn so với ban đầu.
Theo học thuyết "Tác chiến chiều sâu", mỗi chiến dịch gồm 3 giai đoạn: tấn công khu vực chiến thuật của phòng tuyến; vận động thọc sâu vào tung thâm bao vây tiêu diệt và cuối cùng là triển khai chiến dịch kế tiếp để khai thác chiến quả. Tương ứng với học thuyết, chiến dịch Bagration cũng chia làm 3 giai đoạn: Giai đoạn 1 bắt đầu từ 23 tháng 6 đến 29 tháng 6, giai đoạn 2 từ 28 tháng 6 đến 5 tháng 7, giai đoạn 3 từ 5 tháng 7 đến 29 tháng 8.

## Giai đoạn 1: Tấn công khu vực chiến thuật của phòng tuyến

Bản đồ chi tiết chiến dịch Bagration.

Ban đầu, thời gian tấn công được Stavka dự kiến trong khoảng từ ngày 15 đến 20 tháng 6. Vì quy mô lực lượng ở mặt trận quá lớn, công tác đảm bảo hậu cần không theo kịp, nên Stalin quyết định dời ngày bắt đầu chiến dịch đến ngày 23 tháng 6. Tuy nhiên, ngày 22 tháng 6 năm 1944, đúng vào ngày Quân đội Đức Quốc xã bắt đầu chiến dịch Barbarossa 3 năm về trước, Hồng quân bắt đầu nổ súng thăm dò trên toàn mặt trận, đồng thời lôi kéo quân Đức ra bố phòng ở các tuyến phòng ngự bên ngoài, tăng hiệu quả sát thương của đợt bắn phá bằng pháo binh trong ngày hôm sau. Riêng ở khu vực đột phá của Phương diện quân Baltic 1, đợt tấn công thăm dò thuận lợi nên phát triển luôn thành cuộc tấn công chính.
Tối ngày 22 tháng 6, Hồng quân bắt đầu làm mềm phòng tuyến đối phương bằng 1.000 lượt xuất kích của lực lượng Không quân chiến lược đánh vào các điểm tập trung quân và các khẩu đội pháo của đối phương. Đúng 5:00 sáng ngày 23 tháng 6, pháo binh tiếp nối không quân bằng loạt pháo chuẩn bị kéo dài suốt 2 giờ ở mật độ gần như bão hoà. Đặc biệt, ở khu vực phòng tuyến đối diện của Phương diện quân Byelorussia 1 và 3, loạt bắn chuẩn bị là "chưa từng thấy trong cả cuộc chiến tranh" - theo lời của lính Đức Quốc xã sau đó.
Sau loạt pháo lại đến lượt Không quân tiếp tục oanh kích ở các tuyến trong khi lực lượng của cả bốn Phương diện quân tấn công đột phá ở 6 đoạn chiến tuyến. Ở các khu vực đột phá, các đội công kiên gồm có công binh, bộ binh, pháo binh, có pháo tự hành lần lượt hạ từng ổ hoả điểm. Sau lưng các đội công kiên là thê đội cơ động gồm các Quân đoàn Xe tăng và Cụm kỵ binh-cơ giới hoá sẵn sàng khai thác cửa mở để vận động thọc sâu. Các đợt tấn công của Hồng quân được yểm trợ mạnh mẽ bằng hỏa lực của pháo binh và không quân, đồng thời hệ thống đèn pha và pháo sáng làm lóa mắt quân Đức và soi đường cho các mũi đột phá.

### Khu vực Vitebsk-Orsha

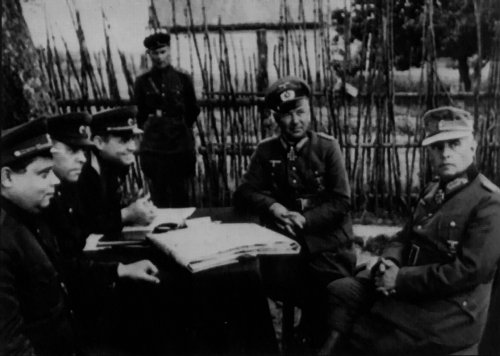
Nguyên soái A.M. Vasilevsky (thứ 2 từ trái) và Đại tướng I.D. Chernyakhovsky (thứ 3 từ trái) thẩm vấn tướng Alfons Hitter (thứ nhất từ phải) và tướng Friedrich Gollwitzer (thứ 2).

Phương diện quân Baltic 1 và Phương diện quân Byelorussia 3 nhận nhiệm vụ tấn công mặt Đông Bắc, mà Vitebsk là vị trí phòng thủ chính của Tập đoàn quân Thiết giáp 3. Ngay ngày đầu tiên, hai Phương diện quân đã chọc thủng tuyến phòng ngự. Phía Bắc Vitebsk, Phương diện quân Baltic 1 đưa Quân đoàn Xe tăng 1 nhập cuộc ngay trong ngày, nhanh chóng đẩy Quân đoàn 9 Đức Quốc xã sang bờ Tây sông Dvina, chặn đường rút của Quân đoàn 53 tại Vitebsk, phát triển về hướng Lepel rồi giải phóng thành phố vào ngày 28 tháng 6. Ở Nam Vitebsk, sau khi đột phá phòng tuyến của Quân đoàn 6 và đánh tan Quân đoàn này, các Tập đoàn quân thuộc Phương diện quân Byelorussia 3 đưa các lữ đoàn xe tăng phối thuộc tràn qua cửa mở. Trong khi Tư lệnh Quân đoàn 53 Đức Quốc xã đang xin phép bỏ lệnh tử thủ, thì 2 Phương diện quân đã nhanh chóng vận động hình thành 2 gọng kìm hợp vây Vitebsk. Ngày 27 tháng 6, cả hai Phương diện quân hợp lực thanh toán túi Vitebsk chứa 28'000 quân, giải phóng thành phố.
Trong thời gian này, hướng Orsha gặp khó khăn. Vì khu vực này án ngữ trục giao thông Moskva-Minsk nên được bảo vệ bởi các đơn vị được trang bị tốt nhất của Quân đoàn 27 thuộc Tập đoàn quân 4 Đức, khiến cho Tập đoàn quân Cận vệ 11 của Phương diện quân Byelorussia 3 tiến rất chậm. Không chờ mở xong cửa đột phá, chỉ huy Tập đoàn quân Cận vệ 11 đưa Quân đoàn Xe tăng Cận vệ 2 qua khu vực đầm lầy ở phía Bắc chính diện đột phá, tìm đường vòng xuống vu hồi Orsha. Bị uy hiếp bao vây nên Tư lệnh Quân đoàn 27 phải rút bỏ Orsha trái lệnh tử thủ của Hitler. Ngày 27 tháng 6 Orsha sụp đổ, Tập đoàn quân Xe tăng Cận vệ 5 và Cụm Kỵ binh - Cơ giới hoá Olikovsky thông đường hành tiến và đến bờ sông Berezina vào ngày 28 tháng 6.

### Khu vực Mogilev

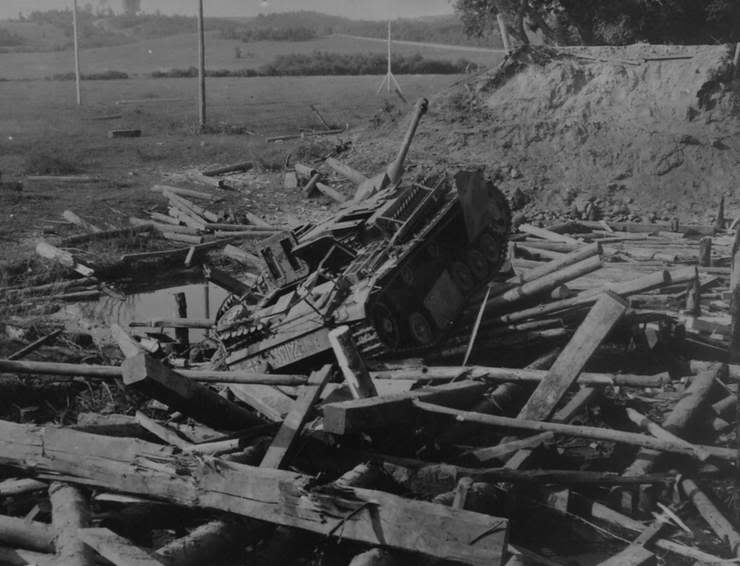
Pháo tự hành StuG-III của Đức bị bỏ lại gần Mogilev

Nhiệm vụ chính của Phương diện quân Belorussia 2 là ghim giữ chủ lực của Tập đoàn quân số 4 (Đức) tại khu vực phòng tuyến Mogilev, không cho lực lượng này chuyển sang các hướng khác hay kịp rút về Minsk. Sau đợt pháo bắn chuẩn bị sáng ngày 23 tháng 6 năm 1944, Phương diện quân tấn công dữ dội vào khu vực phòng thủ của Quân đoàn thiết giáp 39 và Quân đoàn 12 - hai quân đoàn mạnh nhất của Cụm Tập đoàn quân Trung tâm. Đến ngày 25, chính diện phòng tuyến đã bị xuyên thủng, đồng thời Tập đoàn quân Thiết giáp 3 lẫn Tập đoàn quân 9 đóng ở hai bên vai đang sụp đổ. Đối diện với nguy cơ bị bao vây, Tư lệnh Tập đoàn quân 4 phải chủ động cho 2 quân đoàn này từng bước lùi về tuyến 2, chỉ để lại một sư đoàn bộ binh giữ Mogilev theo lệnh tử thủ của Hitler. Sau 4 ngày kịch chiến, Tập đoàn quân 49 của Phương diện quân đã vượt sông Dnepr, cắt đường rút của sư đoàn tử thủ Mogilev. Ngày hôm sau, sư đoàn này bị tiêu diệt, Mogilev được giải phóng. Đại bộ phận 2 quân đoàn Đức Quốc xã kịp lui về bên kia sông Berezina nhưng chưa biết hai cánh chủ công Phương diện quân Belorussia 1 và 3 đang hình thành 2 gọng kìm bọc lưng.

### Khu vực Bobruysk

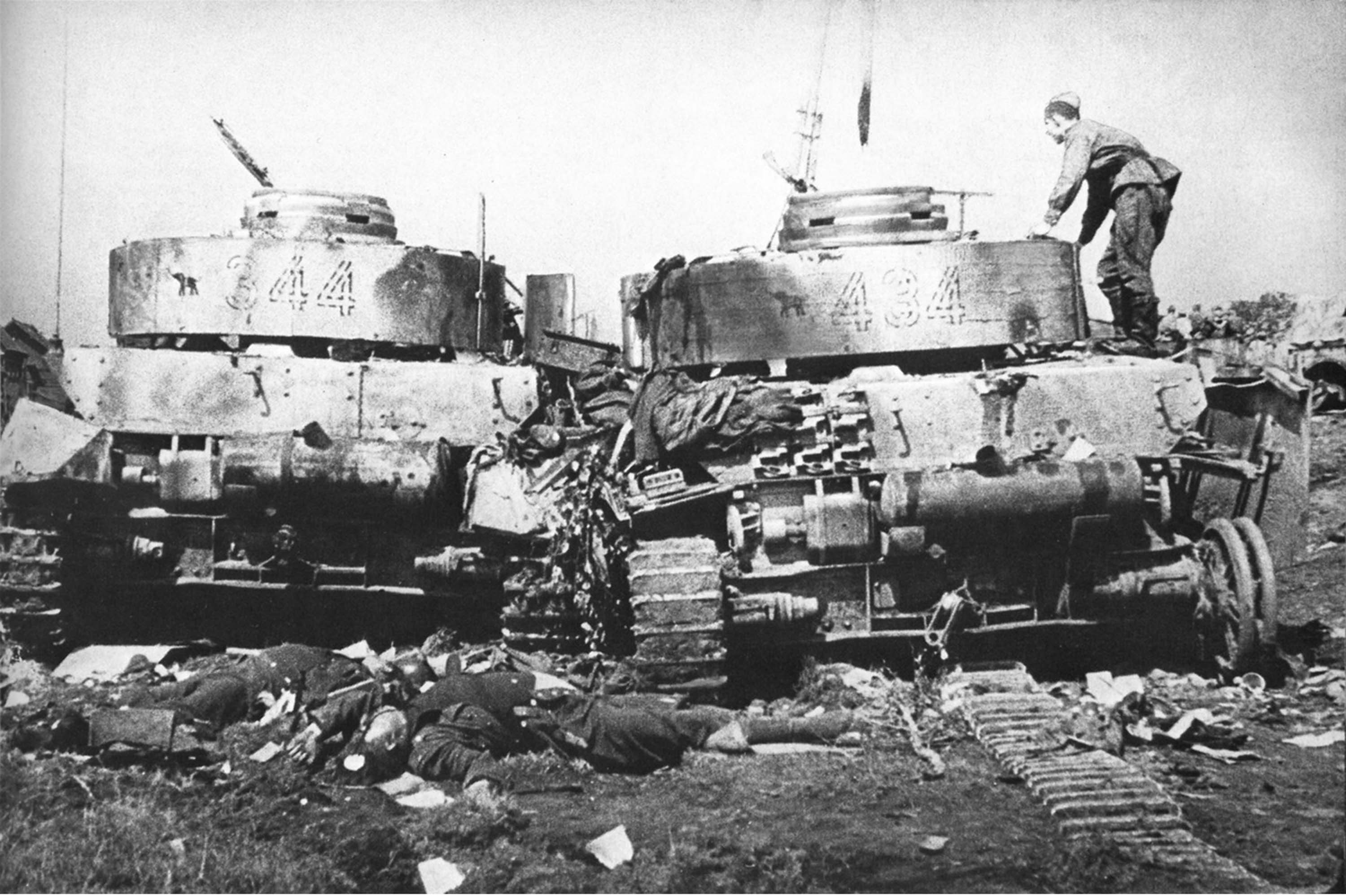
Các xe tăng Đức bị bắn hỏng gần Bobruysk

Phương diện quân Belorussia 1 mở 2 cửa đột phá ở Đông và Nam Bobruysk để hình thành 2 cánh hợp vây Tập đoàn quân số 9 Đức Quốc xã. Trong ngày đầu tiên, khu vực Đông Bobruysk tiến triển chậm nên cuối ngày, Rokossovsky ra lệnh tạm ngưng tấn công, tăng cường không kích và bắn phá bằng pháo rồi mở lại cuộc tấn công vào sáng hôm sau. Các đơn vị công binh Hồng quân đã bí mật xây dựng những con đường bằng gỗ băng qua khu đầm lầy phía Đông sông Ptsich; vì thế quân Đức đã bị bất ngờ trước sự xuất hiện đột ngột của Hồng quân tại khu vực này. Với sự hỗ trợ hiệu quả của hoả lực, đến chiều tối thì Tập đoàn quân 3 chọc thủng phòng tuyến, khiến Tư lệnh Tập đoàn quân 9 vội điều lực lượng dự bị duy nhất là Sư đoàn Thiết giáp 20 đến bịt lỗ thủng. Giữa lúc đó Tập đoàn quân số 65 cũng đột phá thành công ở Nam Bobruysk và đưa ngay Quân đoàn Xe tăng Cận vệ 1 vào cửa mở. Lo lắng vì mũi xe tăng, Tư lệnh Tập đoàn quân 9 vội ra lệnh cho Sư đoàn Thiết giáp 20 quay về hướng Nam và bị kẹt giữa loạn quân đang rút lui. Tận dụng thời gian, Quân đoàn Xe tăng Cận vệ 1 đưa Thê đội tiên phong đón đánh cầm chân Sư đoàn Thiết giáp 20 để đơn vị chính tiếp tục thọc sâu về Bobruysk. Giữa lúc này, Phương diện quân tung Quân đoàn Xe tăng 9 vào tham chiến qua cửa mở của Tập đoàn quân 3, nhanh chóng vận động hình thành gọng kìm Bắc Bobruysk.
Ngày 26 tháng 6, hai Quân đoàn Xe tăng đã chiếm được cây cầu độc đạo qua sông Berezina, cắt đường rút của Tập đoàn quân 9 Quân đội Đức Quốc xã và tạo tiền đề cho Cụm Kỵ binh - Cơ giới hoá Pliev hành tiến về Slusk để chiếm trục giao thông qua đầm lầy Prypiat. Hôm sau, các Tập đoàn quân bộ binh từ hai hướng cũng kịp hợp điểm, dồn 2 quân đoàn Đức với 40.000 quân vào túi phía Đông Bobruysk dưới trận mưa bom của Không quân Xô Viết. Trong ngày 28 tháng 9, khoảng 8-15.000 quân chạy thoát nhờ Sư đoàn Thiết giáp 12 được điều từ Cụm Tập đoàn quân Bắc xuống hỗ trợ phá vây, nhưng phần lớn bị mắc lại. Hôm sau, 29 tháng 6, Phương diện quân Belorussia 1 hoàn toàn làm chủ Bobruysk, tiêu diệt 50.000 quân, bắt 20.000 tù binh. Với mục tiêu Bobruysk hoàn thành sớm hơn dự kiến, 2 Quân đoàn Xe tăng tiếp tục dẫn đầu cuộc tấn công thọc sâu về hướng Minsk.

## Giai đoạn 2: Vận động thọc sâu vào trung tâm

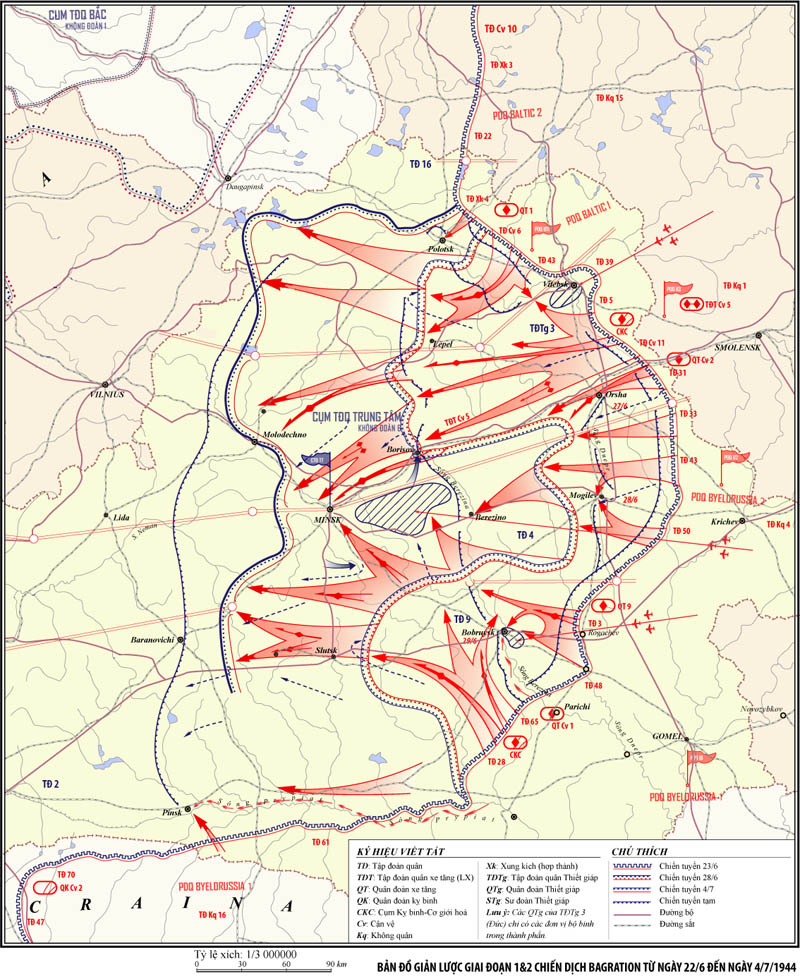
Bản đồ giai đoạn 1&2 của chiến dịch.

Sau khi đánh tan các khu vực phòng ngự chiến thuật, các Phương diện quân Hồng quân nhanh chóng tổ chức các mũi thọc sâu: Phương diện quân Baltic 1 đánh chiếm Polotsk-Glubokoe để tiếp tục khoét sâu kẽ hở giữa Cụm Tập đoàn quân Bắc và Cụm Tập đoàn quân Trung tâm; chủ lực của các Phương diện quân Byelorussia 1,2,3 tấn công theo các trục giao nhau tại Minsk nhằm hợp điểm bao vây Quân đoàn 4 của Quân đội Đức Quốc xã; một cánh của Phương diện quân Byelorussia 1 tấn công theo trục Slutsk-Baranovichi để cô lập Minsk từ phía Nam. Các chiến dịch này bắt đầu từ ngày 29 tháng 6 và kết thúc vào ngày 4 tháng 7 năm 1944, lúc mà hầu hết các mục tiêu đã cơ bản hoàn thành (trừ Baranovichi).

### Chiến dịch Polotsk-Glubokoe

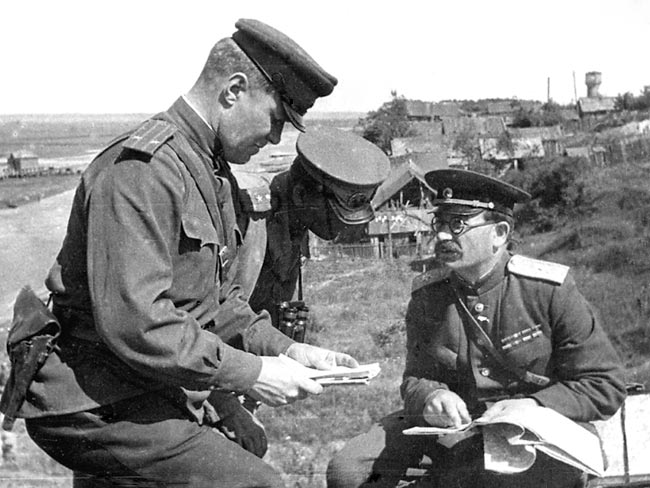
Nguyên soái xe tăng P. A. Rotmistrov, tư lệnh Tập đoàn quân xe tăng cận vệ 5 tại sở chỉ huy trên bờ sông Berezina, ngày 1 tháng 7 năm 1944

Sau khi hợp lực với Phương diện quân Byelorussia 3 thanh toán cứ điểm phòng ngự Vitebsk xong, Phương diện quân Baltic 1 nhanh chóng tiến về hướng Polotsk - một nút giao thông quan trọng ở Tây Bắc nhằm làm bàn đạp cho các chiến dịch kế tiếp - truy kích sát nút lực lượng còn lại của Tập đoàn quân Thiết giáp 3. Trên đường hành tiến, Phương diện quân Baltic 1 vừa tấn công các ổ phòng ngự vừa chạy đua với tàn quân Đức Quốc xã, kịp đến Polotsk sáng sớm 1 tháng 7. Ở đây, quân Đức dựng vội một đai phòng ngự ngoại vi bằng các đơn vị hậu tuyến cùng với 3 Sư đoàn thuộc Tập đoàn quân 16 được điều từ Cụm Tập đoàn quân Bắc xuống, yểm trợ cho tàn quân rút vào bên trong. Phòng tuyến tạm thời này không trụ được lâu: ngày 2 tháng 7, sau một ngày công kích Tập đoàn quân xung kích 4 và Tập đoàn quân Cận vệ 6 đã đột nhập thành công và quét sạch quân đội Đức Quốc xã ở bờ Nam sông Dvina Tây. Chiều hôm đó, một đơn vị của Tập đoàn quân Cận vệ 6 đã chiếm được cầu gỗ còn lại trên sông Dvina Tây, kịp đưa quân sang bờ Bắc lập đầu cầu trước khi cầu bị quân Đức phá sập. Sáng 3 tháng 7, một quân đoàn thuộc Tập đoàn quân 6 tận dụng đầu cầu vượt sông và bắt đầu cuộc chiến đường phố. Sau một ngày kịch chiến, lực lượng Đức Quốc xã phòng thủ Polotsk bị thiệt hại nặng, buộc phải rút chạy về phía Tây Bắc, thành phố được giải phóng.
Trong thời gian diễn ra trận đánh Polotsk, thì Tập đoàn quân 43 cùng với Quân đoàn Xe tăng Cận vệ 1 chiếm Glubokoe trong hành tiến, sau đó tiếp tục phát triển về hướng Tây đến Dissna. Đến chiều 4 tháng 7, thì Phương diện quân Baltic 1 đã tiến sâu trung bình 120–140 km, tiêu diệt được 37.000 quân đối phương, bắt 7.000 tù binh cùng với nhiều chiến lợi phẩm.

### Chiến dịch Minsk

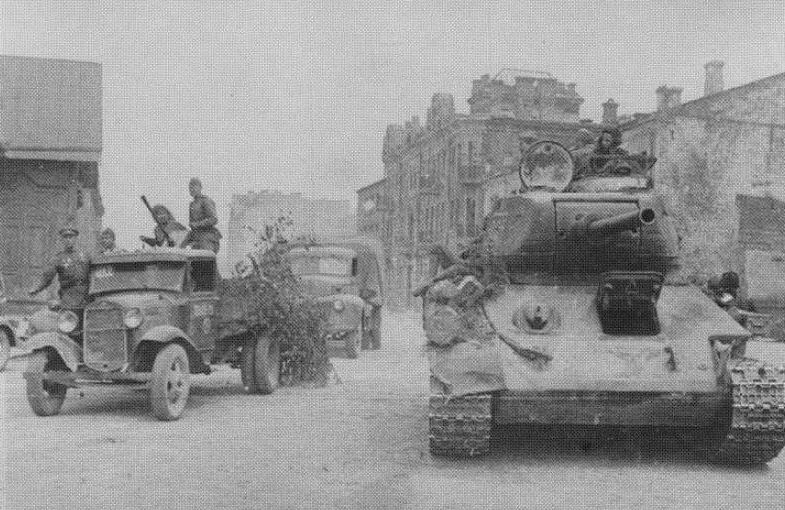
Quân đoàn xe tăng cận vệ 2, đơn vị đầu tiên của Phương diện quân Byelorussia 3 tiến vào giải phóng Thủ đô của Belarus ngày 3-7-1944

Ở mặt Đông Bắc, ngay khi thanh toán xong Orsha, mở thông trục lộ Moskva-Minsk, Tập đoàn quân Xe tăng Cận vệ 5 cùng Cụm kỵ binh - cơ giới hoá của Phương diện quân Belorussia 3 chạy đua chiếm giữ đầu cầu vượt sông Berezina, theo sau là Quân đoàn Xe tăng Cận vệ 2 của Tập đoàn quân Cận vệ 11. Đến lúc này, OKH mới nhận thức được mức độ nghiêm trọng, vội điều Sư đoàn thiết giáp 5 từ Ukraina lên chặn mũi chủ công Đông Bắc của Hồng quân, yểm trợ cho Tập đoàn quân 4 rút về bờ Tây sông Berezina.

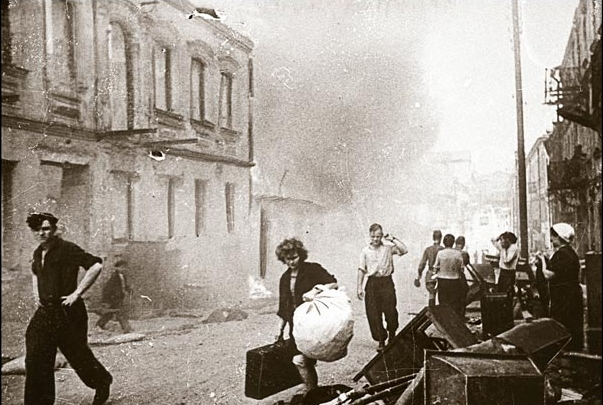
Người dân Minsk trở về nhà sau trận đánh

Cuộc chiến vượt sông ở cánh Đông Bắc diễn ra ác liệt khi đến ngày 30 tháng 6 Sư đoàn thiết giáp 5 mới bị đẩy khỏi bờ sông lùi về giữ Borisov. Trong lúc Tập đoàn quân Xe tăng Cận vệ 5 đang giao chiến với Sư đoàn thiết giáp 5, thì Quân đoàn Cơ giới hoá Cận vệ 3 vượt sông Berezina thành công ở phía Bắc, cắt tuyến đường sắt Borisov-Vileika và triển khai vu hồi Borisov. Bị uy hiếp bao vây, Sư đoàn Thiết giáp 5 phải lùi về giữ tuyến đường sắt Tây Minsk. Chiều 1 tháng 7, Borisov được giải phóng, cụm Kỵ binh - cơ giới hoá tiếp tục phát triển về hướng Molodechno.
Trong lúc Tập đoàn quân Xe tăng Cận vệ 5 đang bị giữ chân ở Borisov thì Quân đoàn Xe tăng Cận vệ 2 vòng phía Nam Borisov, tìm được đường trống chạy đua về Minsk và tiến vào thành phố sáng sớm ngày 3 tháng 7. Đến đầu chiều cùng ngày thì Quân đoàn Xe tăng Cận vệ 1 của Phương diện quân Byelorussia 1 cũng kịp tới Minsk từ hướng Đông Nam. Hai cánh quân hợp lực trong cuộc chiến đường phố, sau một ngày thì quét sạch các đơn vị chặn hậu của Cụm Tập đoàn quân Trung tâm, giải phóng Minsk. Trong cùng khoảng thời gian, Tập đoàn quân 31 và Cận vệ 11 của Phương diện quân Byelorussia 3 đã gặp Tập đoàn quân 3 của Phương diện quân Byelorussia 1 ở ngoại ô phía Đông thành phố Minsk, thắt miệng túi bao quanh Tập đoàn quân 4 Đức Quốc xã trong khi Phương diện quân Byelorussia 2 đang siết chặt túi từ hướng Đông.
Đến lúc này, Cụm Tập đoàn quân Trung tâm đã mất 25 sư đoàn với 30 vạn quân, chưa tính 10 vạn quân trong túi khi cuộc thanh toán hoàn thành vào ngày 11 tháng 7.

### Chiến dịch Slutsk-Baranovichi
Slutsk là một mục tiêu quan trọng ở phía Nam mặt trận: đây là điểm nút của các đường giao thông phía Bắc khu vực đầm lầy Prypiat và là bàn đạp cho cánh trái của Phương diện quân Belorussia 1 triển khai hỗ trợ hướng Lvov-Sandomir của Phương diện quân Ukraina 1. Ngày 26 tháng 6 được đưa vào tham chiến qua cửa mở Nam Bobruysk, thì đến ngày 29 tháng 6, Cụm Cơ động Kỵ binh - Cơ giới hoá Plyev của Phương diện quân được sự hỗ trợ của Tập đoàn quân 65 và 28 chiếm Slutsk trong hành tiến. Lúc này, do hướng tấn công đang phát triển thuận lợi về Minsk, nên thay vì chiếm Baranovichi rồi tiến về Minsk như kế hoạch, thì Quân đoàn Kỵ binh được lệnh quay về Bắc, cắt tuyến đường sắt phía Nam Minsk, trong khi Quân đoàn Cơ giới hoá tiếp tục hành tiến về hướng Baranovichi.
Ngày 3 tháng 7, thì Quân đoàn Cơ giới hoá tiến đến Baranovichi ở mặt Nam, thì Quân đoàn Xe tăng 9 rời Minsk tiến về Baranovichi từ mặt Đông Bắc. Lúc này, Baranovichi được phòng thủ bởi các đơn vị của Tập đoàn quân 2 và tàn quân của Tập đoàn quân 9 được tăng cường thêm Sư đoàn Thiết giáp 4 thành một cụm phòng ngự mạnh. Ngày 6 tháng 7, 3 Tập đoàn quân 65, 28 và 48 đến kịp và tham chiến từ mặt Đông. Sáng 7 tháng 7, sau một đợt bắn phá bằng pháo binh và không quân, Quân đoàn Xe tăng 9 và Tập đoàn quân 48 chọc thủng tuyến phòng ngự phía Đông Bắc thành phố, trong khi Quân đoàn Kỵ binh vận động tập hậu mặt Tây Bắc. Bị uy hiếp bao vây, lực lượng Đức Quốc xã phòng thủ buộc phải rút chạy. Baranovichi được giải phóng cùng ngày.

## Giai đoạn 3: Khai thác chiến quả hướng Tây mặt trận

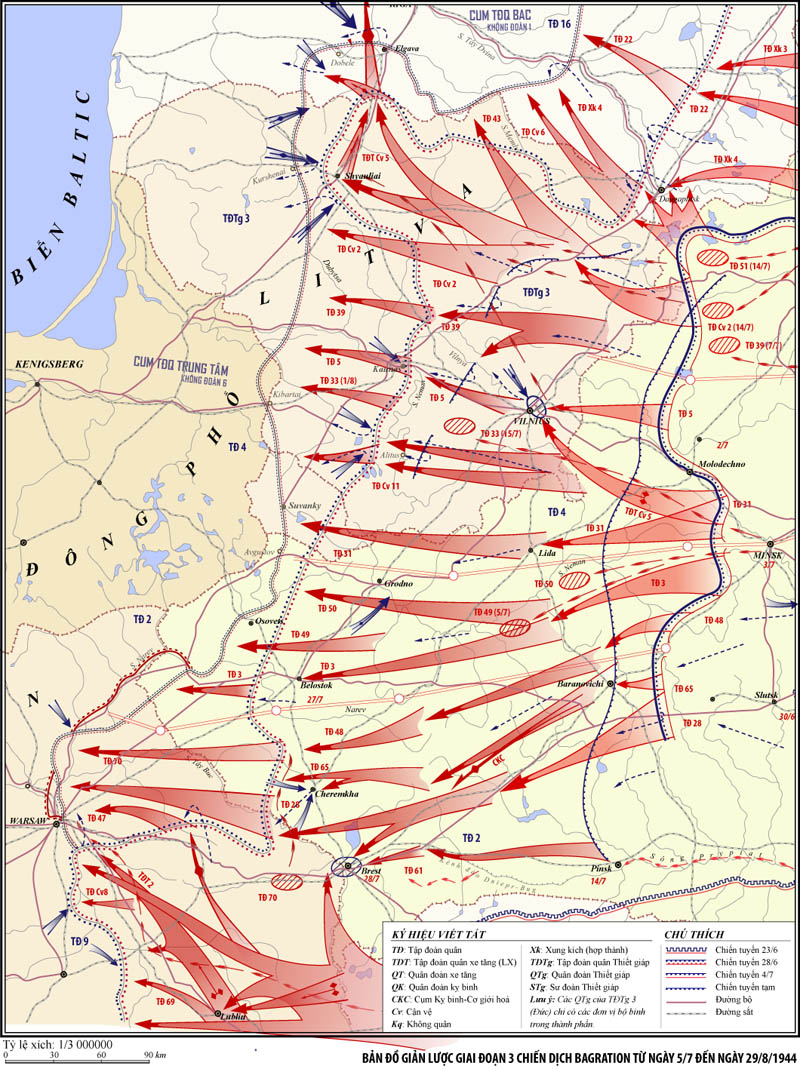
Bản đồ các chiến dịch phát huy chiến quả.

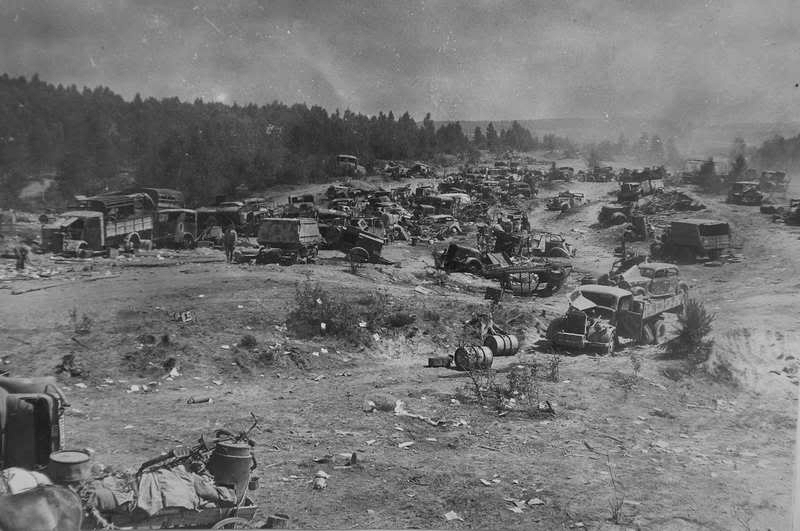
Đường rút chạy của Quân đội Đức Quốc xã (tháng 7/1944).

Trong ngày 28 tháng 6, nhận thấy mặt trận Byelorussia phát triển thuận lợi, Stavka chỉ đạo các phương diện quân phải tiến xa hơn về phía Tây. Đây là giai đoạn phát huy chiến quả của chiến dịch Byelorussia và phạm vi lan rộng ra lãnh thổ các nước cộng hoà vùng Baltic và Ba Lan. Giai đoạn này bắt đầu khi túi Đông Minks đã được thắt, việc thanh toán túi được giao cho Phương diện quân Byelorussia 2 còn và Phương diện quân Byelorussia 1 và 3 bắt tay ngay vào việc truy kích đối phương rút chạy. Như thế, giai đoạn này có thể được coi là bắt đầu khoảng ngày 5 tháng 7 và hoàn thành vào ngày 29 tháng 8 năm 1944.
Ngày 28 tháng 6, Thống chế Walter Model được bổ nhiệm thay thế Ernst Busch làm Tư lệnh của Cụm Tập đoàn quân Trung tâm. Sau khi mặt trận Byelorussia sụp đổ, Model tổ chức mới Tập đoàn quân số 2 và số 4 bao gồm Sư đoàn Thiết giáp 7 được điều tăng viện từ mặt trận Ukraina cộng với tàn quân của Tập đoàn quân 4, 9, Thiết giáp 3 để lập tuyến đứng chân theo trục Vilnius - Lida - Baranovichi .
Mặc dù lúc này Hồng quân cũng đã tiêu hao nhưng vẫn còn sức chiến đấu so với đối phương đã mất ý chí. Vì thế, các Phương diện quân tranh thủ cơ hội tổ chức tiếp 5 chiến dịch liên hoàn ở Šiauliai, Vilnius, Kaunas, Belostok-Osovets và Lublin-Brest, phá vỡ ý đồ phòng ngự của Quân đội Đức Quốc xã, chiếm bàn đạp cho các chiến dịch sau.

### Chiến dịch Šiauliai
Cuối tháng 6, các đơn vị tiền phương của Phương diện quân Baltic đã có mặt ở sông Duyna và truy kích tàn quân của Tập đoàn quân Thiết giáp 3 về hướng Kaunas. Lúc này, 2 Quân đoàn của Cụm Tập đoàn quân Bắc trấn giữ hành lang nối Cụm Tập đoàn quân Bắc và Trung tâm đã chống trả dữ dội, ngăn bước tiến của Phương diện quân Baltic 1. Đến ngày 14 tháng 7, nhận thêm 2 Tập đoàn quân trong lực lượng dự bị của Stavka và Quân đoàn Cơ giới hoá Cận vệ số 3 từ Phương diện quân Belorussia 3, Phương diện quân Baltic 1 đổi hướng tấn công về Šiauliai, một thành phố của Litva. Đến ngày 22 tháng 7, Phương diện quân chiếm Panevežys, một nút giao thông quan trọng và đến ngày 27 thì giải phóng Šiauliai. Không dừng lại ở đó, Phương diện quân tiếp tục tiến công và đến ngày 30 tháng 7 thì tới bờ vịnh Riga, cắt đứt Cụm Tập đoàn quân Bắc khỏi Cụm Tập đoàn quân Trung tâm.
Giữa tháng 8, Quân đội Đức Quốc xã sử dụng các sư đoàn thiết giáp tăng viện mở 2 cuộc phản công Doppelkopf và Cäsar để lấy lại tuyến liên lạc giữa 2 Cụm Tập đoàn quân. Mặc dù tạm thời đẩy lui Hồng quân khỏi Riga và mở được một hành lang hẹp giữa hai Cụm Tập đoàn quân, nhưng mọi nỗ lực lấy lại nút giao thông Šiauliai đều thất bại khi Phương diện quân Baltic 1 kịp thời thiết lập một đai phòng ngự chiều sâu vững chắc bên ngoài thành phố.

### Chiến dịch Vilnius

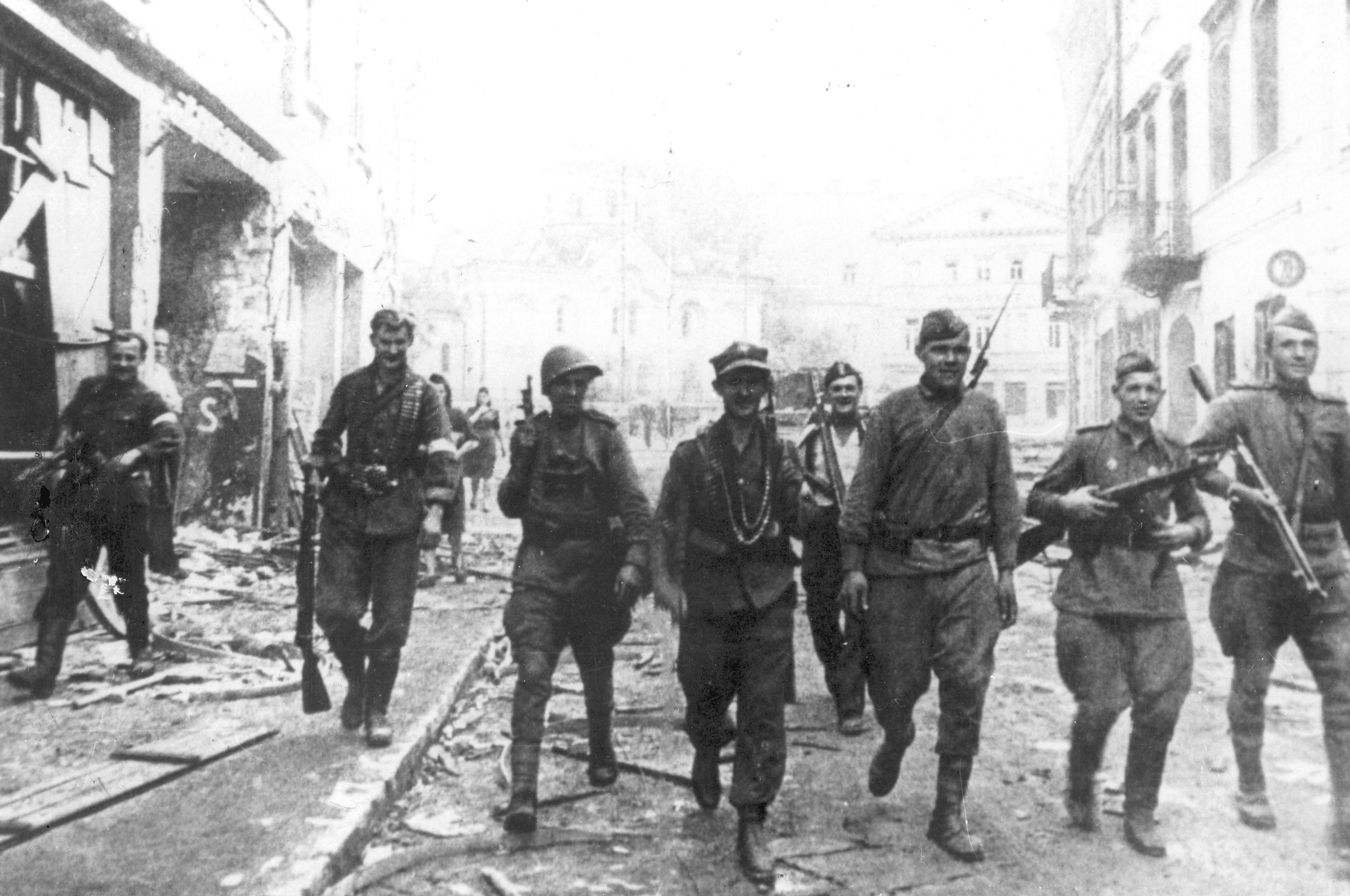
Quân đội Liên Xô và Quân đoàn bộ binh Ba Lan 1 giải phóng Vinius, 13-7-1944

Chiến dịch Vilnius do Phương diện quân Belorussia 3 tiến hành với mục tiêu là hoàn tất những gì mà chiến dịch Minsk còn dang dở: tiêu diệt tàn binh của Tập đoàn quân Thiết giáp 3 và Tập đoàn quân 4 của Quân đội Đức Quốc xã. Lúc này, tàn quân của Tập đoàn quân 4 cùng với sư đoàn thiết giáp 5 tổ chức tử thủ Molodechno, điểm nút của nhiều tuyến đường ray quan trọng, án ngữ đường tới Vilnius. Ngày 5 tháng 7, Tập đoàn quân Cận vệ 11, Tập đoàn quân Xe tăng Cận vệ 5 và Quân đoàn kỵ binh Cận vệ 3 đã lấy được thành phố. Quân Đức tiếp tục triệt thoái về phía Vilnius và Phương diện quân Belorussia 3 truy kích sát nút. Ngày 7 tháng 7, thành phố bị bao vây. Ngày hôm sau, cùng với Tập đoàn quân Ba Lan Armia Krajowa, các đơn vị của Phương diện quân bắt đầu cuộc chiến đường phố để thanh toán túi. Sau một trận đánh kéo dài 4 ngày, vào ngày 12 tháng 7 Hồng quân bất ngờ bị Sư đoàn Thiết giáp 6 tập kích từ phía Tây, để 3'000 quân chạy thoát trước khi kịp hàn vòng vây. Tuy nhiên, khi thành phố giải phóng vào ngày hôm sau thì phần lớn quân phòng thủ, khoảng 12'000-13'000 quân đã bị tiêu diệt.

### Chiến dịch Kaunas
Đầu tháng 7, nhận được lệnh của Stavka phát triển về hướng Tây, Phương diện quân Byelorussia 3 chuyển Quân đoàn Cơ giới hoá Cận vệ 3 cho Phương diện quân Baltic 1 và nhận lại Tập đoàn quân 39 đang ở gần Kaunas. Do Kaunas là bình phong che mặt Đông Phổ, nên hướng này được tập trung phòng ngự bởi Tập đoàn quân Thiết giáp 3 và Tập đoàn quân 4 mới được tổ chức lại của Cụm Tập đoàn quân Trung tâm. Đối mặt với một lực lượng mạnh, nên chỉ sau khi đã hoàn thành mục tiêu Vilnius, Phương diện quân Byelorussia 3 mới tập trung đủ quân lực cho mục tiêu này. Ngày 28 tháng 7, toàn bộ Phương diện quân bước vào tấn công và sau 2 ngày đã đột phá thành công tuyến phòng thủ theo hướng ra sông Neman. Quân đoàn Xe tăng Cận vệ 2 được đưa vào cửa mở, nhanh chóng vận động về phía Vilkaviškis đe dọa bao vây Kaunas, buộc quân đội Đức Quốc xã đang phòng thủ phải rút lui. Sáng ngày 1 tháng 8, Kaunas được giải phóng.
Trong suốt tháng Tám, Phương diện quân Byelorussia 3 đánh lui các cuộc phản công ngắn của Tập đoàn quân Thiết giáp 3, đồng thời tiến đến biên giới Đông Phổ dọc theo tuyến Kybartai - Suwałki trước khi chuyển sang phòng ngự để chỉnh đốn và bổ sung quân lực.

### Chiến dịch Belostock-Osovets

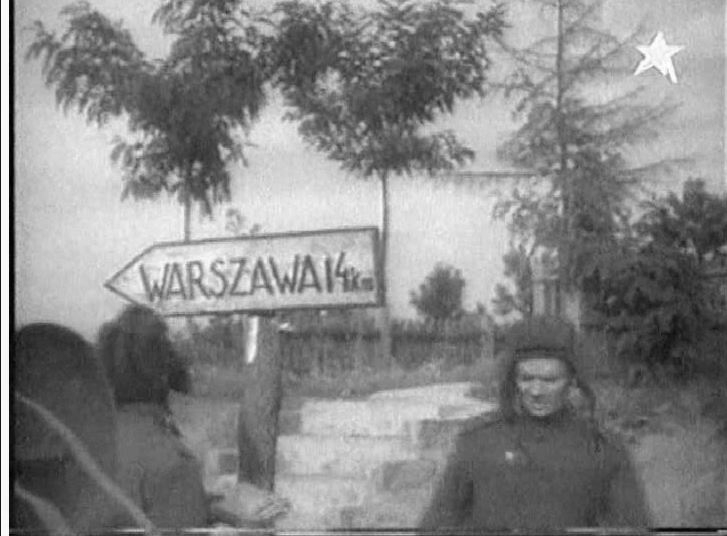
Quân đội Liên Xô tiến đến bờ Đông sông Visla, cách Waszawar 14 km

Khi việc thanh toán túi Đông Minsk đang sắp xong, Phương diện quân Byelorussia 2 để Tập đoàn quân 49 ở lại và chuyển Tập đoàn quân 50 sang mục tiêu Grodno, án ngữ đường tới Belostock. Ngày 16 tháng 7, Tập đoàn quân 50 chiếm được Grodno từ tay tàn quân của Tập đoàn quân số 4 Đức Quốc xã. Vào lúc này, Sư đoàn Thiết giáp 19 mới được điều đến đã phản công, tìm cách chặn trục giao thông Grodno-Belostok. Với sự phối hợp của Quân đoàn kỵ binh cơ giới 3, Tập đoàn quân 50 đã đẩy lui cuộc phản công, găm giữ lực lượng Đức Quốc xã để Tập đoàn quân 3 thuộc Phương diện quân Byelorussia 1 tiến quân đến Belostock và giải phóng thành phố vào ngày 27 tháng 7.
Ngay sau khi chiến dịch Belostock kết thúc, Phương diện quân Byelorussia 2 tiến công tiếp thành phố Osovets (Osowiec Twierdza) nằm trên một trong những phụ lưu của sông Narev. Hệ thống phức hợp pháo đài lớn tại đây là một trong những chốt chặn án ngữ con đường tiến vào các khu đầm lầy của Đông Phổ. Vào ngày 14 tháng 8, sau một trận oanh kích dữ dội của Không quân, các đơn vị của Phương diện quân đã đột nhập thành công và chiếm được thành phố.

### Chiến dịch Lublin-Brest

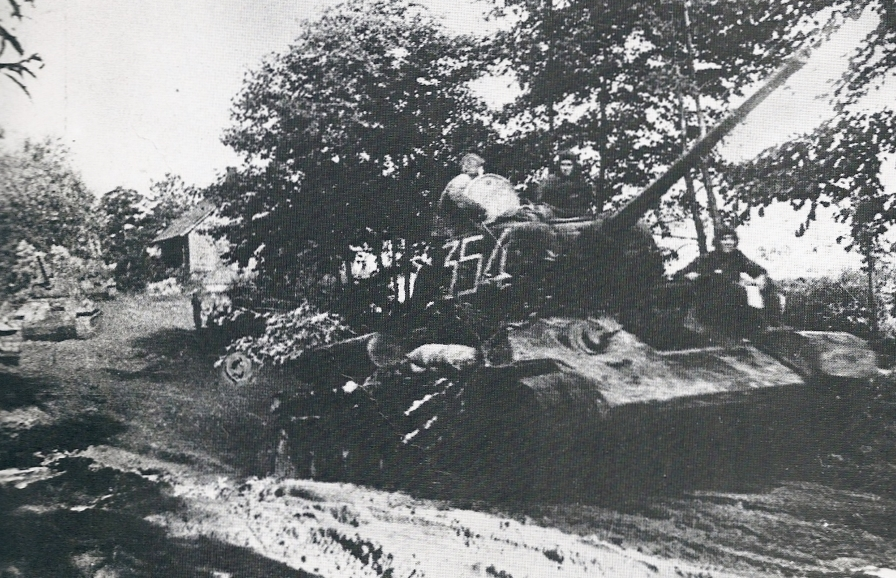
Quân đoàn xe tăng cận vệ 3 (Liên Xô) tấn công giải phóng thành phố Liublin

Chiến dịch Lublin-Brest do cánh trái của Phương diện quân Byelorussia 1 thực hiện, kéo dài từ ngày 18 tháng 7 đến 2 tháng 8, với mục đích khai thác chiến quả của chiến dịch Bagration theo hướng Tây Ba Lan và sông Wisla, đồng thời hỗ trợ cho mũi tấn công của Phương diện quân Ukraina 1. Ngày 18 tháng 7, cả năm Tập đoàn quân đồng loạt nổ súng, chỉ sau vài giờ đã đột phá xong phòng tuyến của Tập đoàn quân Thiết giáp 4 thuộc Cụm Tập đoàn quân Bắc Ukraina, tạo điều kiện cho lực lượng cơ động tham chiến. Ngày 21 tháng 7, Tập đoàn quân Cận vệ 8 và Tập đoàn quân 47 tiến tới bờ sông Tây Bug. Hôm sau Tập đoàn quân Xe tăng 2 bắt đầu hành tiến về Lublin và sông Wisla, trong khi Quân đoàn Xe tăng 11 và Quân đoàn Kỵ binh Cận vệ 2 vu hồi Siedlce ở Tây Bắc, cắt đường rút của lực lượng Đức phòng thủ Brest và Bialystok. Lublin được giải phóng ngày 24 tháng 7, còn Brest vào ngày 28 tháng 7.
Ngày 25 tháng 7, Tập đoàn quân Cận vệ 8 và Tập đoàn quân xe tăng 2 tiến tới bờ phải Wisla, và ngày 2 tháng 8 các đơn vị cánh phải của Phương diện quân Byelorussia 1 chiếm được các bàn đạp vượt sông ở Magnuszew và Pulawy. Trước đó, vào ngày 28 tháng 7, Tập đoàn quân xe tăng 2 chạm trán với Sư đoàn bộ binh 73 và Sư đoàn thiết giáp SS Hermann Goering của Đức và bắt đầu một cuộc chiến nhằm đoạt lấy con đường dẫn vào Warszawa ở phía Đông. Ngày 29 tháng 7, Tập đoàn quân xe tăng 2 tung Quân đoàn xe tăng Cận vệ 8 và Quân đoàn xe tăng 3 lên phía Đông Bắc Warszawa nhằm mở một mũi vu hồi ở đây, trong khi đó Quân đoàn xe tăng 16 tấn công từ phía Đông Nam. Mũi tiến công của Quân đoàn xe tăng Cận vệ 8 tiến sát tới thủ đô Ba Lan (chỉ còn cách 20 cây số) nhưng các đợt phản kích quyết liệt của quân Đức khiến đà tấn công của Hồng quân bị chững lại. Ngày 2 và 3 tháng 8, Sư đoàn thiết giáp số 4 và Sư đoàn thiết giáp SS Viking của Đức cũng được tung vào mặt trận. Tập đoàn quân xe tăng 2 đã phải chiến đấu quyết liệt suốt nhiều ngày, liên tục đánh lui các đợt phản kích của quân Đức cho đến khi Tập đoàn quân 47 kịp thời tham chiến (5 tháng 8) và ổn định mặt trận. Tuy nhiên sau một thời gian dài chiến đấu, lực lượng đã bị tiêu hao nên Hồng quân đã chuyển sang phòng ngự để nghỉ ngơi, củng cố và bổ sung lực lượng.

## Ý nghĩa của chiến dịch

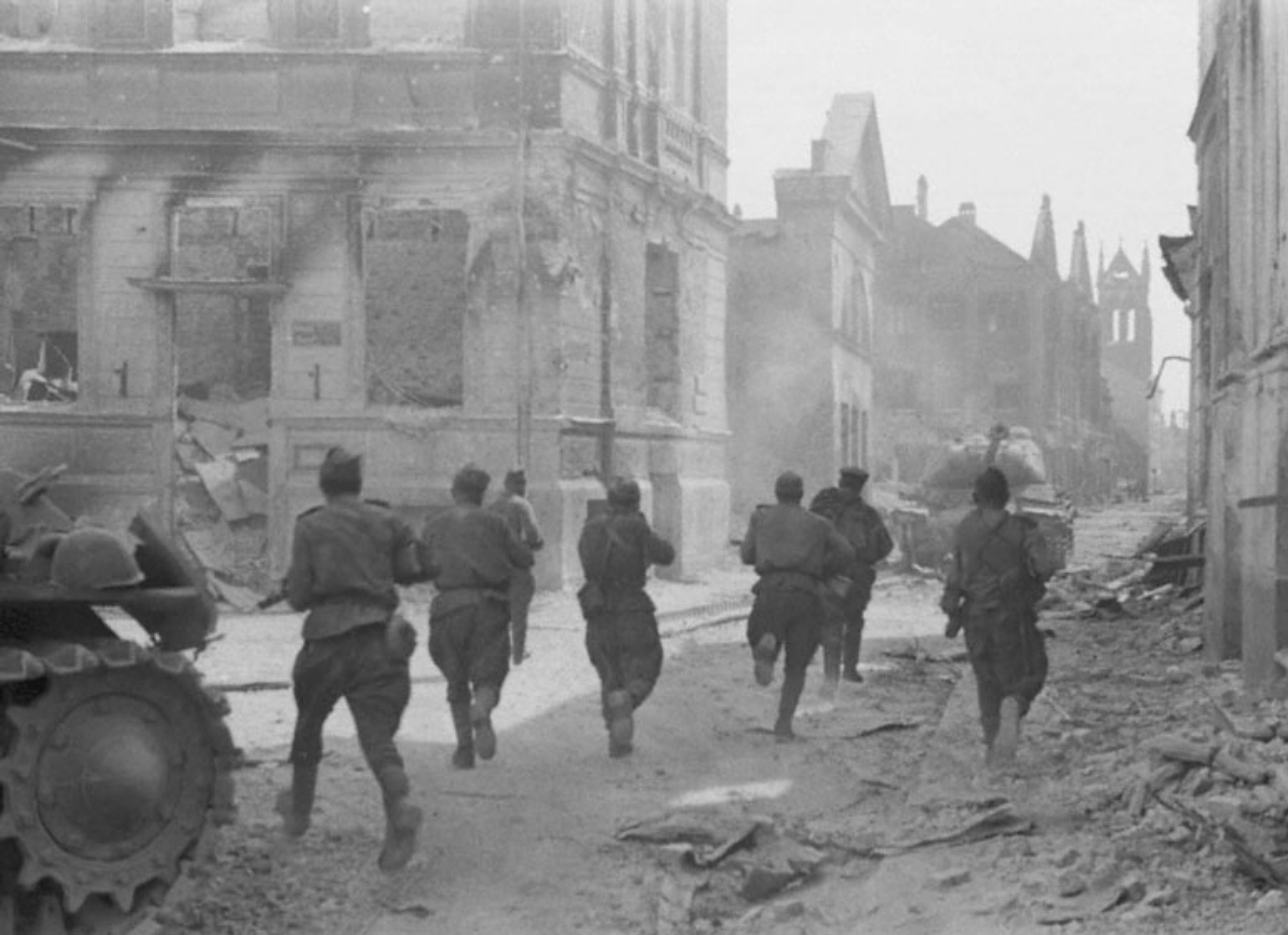
Hồng quân tấn công Elgava - Latvia ngày 16/8/1944.

Chiến dịch Bagration được xem là chiến thắng vĩ đại nhất của Hồng quân Liên Xô - được coi là "bậc thầy" về chiến tranh vây bọc thời đó, tiêu diệt "Cụm Tập đoàn quân Trung tâm của phát xít Đức. Thắng lợi ấy đã đặt nền tảng cho những chiến thắng liên tiếp sau đó của quân Nga, góp phần giải phóng toàn bộ Liên Xô.

### Ý nghĩa chiến lược của chiến dịch
Chiến dịch này đã giải phóng một vùng lãnh thổ rộng lớn của Liên Xô và Ba Lan. Mục tiêu ban đầu của chiến dịch là tiến sâu 200–250 km, nhưng trên thực tế quân đội Xô Viết đã tiến sâu được đến 500–600 km dọc theo chính diện rộng đến 1.100 km. Đến 29 tháng 8 năm 1944 Hồng quân đã tiến đến tuyến Elgava; Dobele; Šiauliai; Suvalka; sông Wisla.
Sau nhiều thắng lợi (tỷ như ở Stalingrad và Kursk), Nguyên soái Zhukov một lần nữa đánh bại được phát xít Đức. Chiến dịch đã tiêu diệt khoảng nửa triệu quân Đức Quốc xã, trong đó 17 sư đoàn và 3 lữ đoàn bị tiêu diệt hoàn toàn, 50 sư đoàn khác mất hơn 50% biên chế. Đây cũng là thắng lợi lớn nhất của Hồng quân trong chiến tranh Xô-Đức xét về mặt số lượng. Hơn nữa, khi Cụm Tập đoàn quân Trung tâm bị đánh tan và hành lang Belorussia bị cắt đứt thì Cụm Tập đoàn quân Bắc với gần 30 vạn quân bị cô lập hoàn toàn, bị dồn vào mũi đất Courland sát biển và mất hết vai trò. Qua đó, với đại thắng trong Chiến dịch Bagration Liên Xô đã đập vỡ con tim của quân Đức. Vào ngày 17 tháng 7 năm 1944, lãnh tụ Liên Xô I. V. Stalin đã diễu 57 nghìn tù binh Đức trên khắp đường phố Moskva, như một minh chứng cho thành quả của mình.
Việc mặt trận phòng thủ Belorussia bị sụp khiến cho OKH phải dựng chiến tuyến mới bằng cách rút quân từ các Cụm Tập đoàn quân khác, tạo tiền đề cho thành công của các chiến dịch Lvov-Sandomir và Yass-Kishinev tại phía Nam trong tháng 8 và 9 cùng năm, giải phóng hoàn toàn lãnh thổ Liên Xô, bắt đầu tiến sang các nước Đông Âu, giành bàn đạp bên sông Wisla để chuẩn bị cho chiến dịch Wisla-Oder ở giai đoạn kế tiếp.
Giờ đây, nền Đệ tam Đế chế Đức đã cầm chắc chiến bại. Không phải là một sự trùng hợp mà các tướng lĩnh Đức đã mưu sát Hitler một tháng sau Chiến dịch Bagration đã khẳng định rằng, nước Đức cần phải chấm dứt chiến tranh trước khi bị tận hủy.

### Sự chín muồi của nghệ thuật quân sự Xô Viết

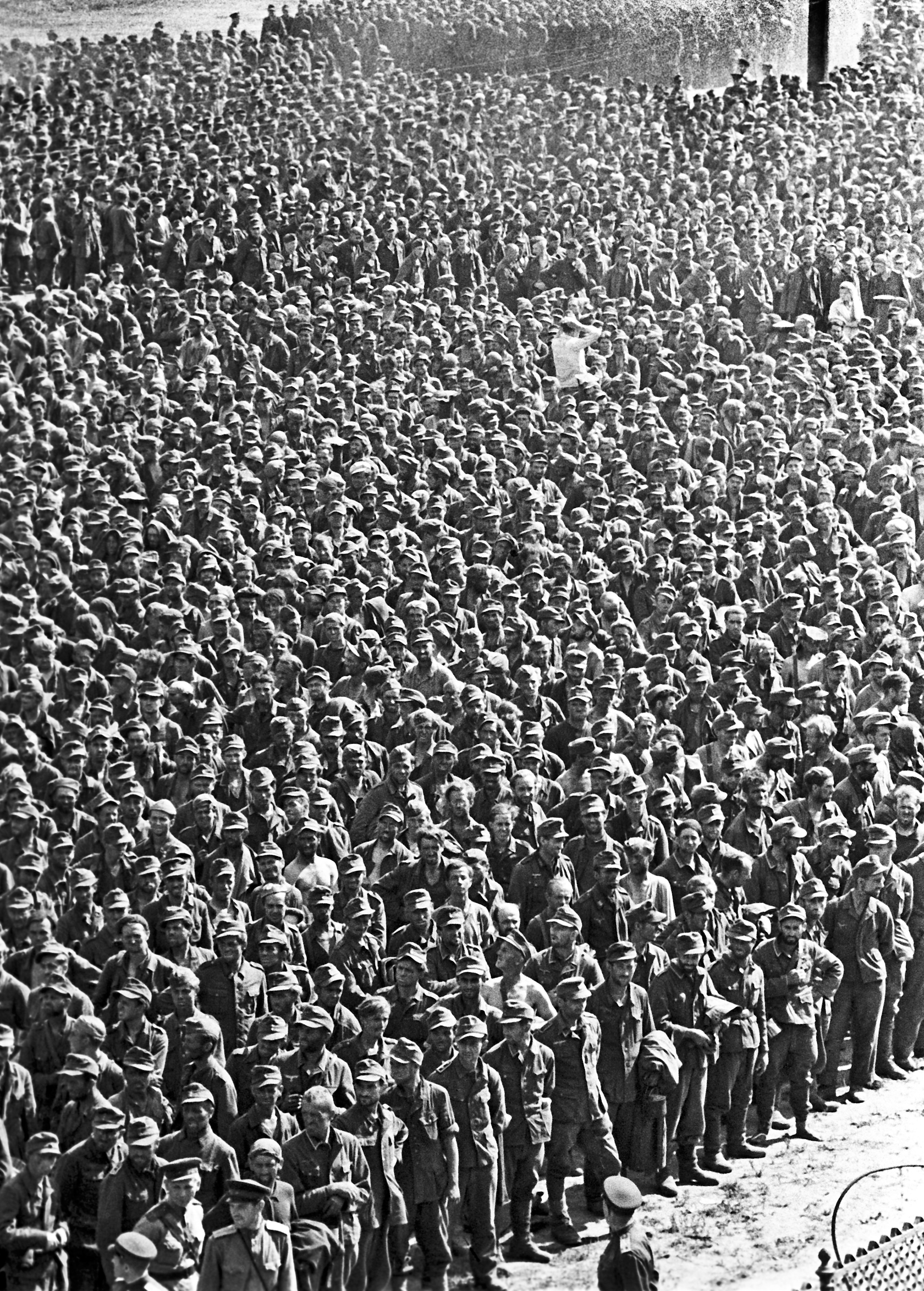
Tù binh Đức Quốc xã trong chiến dịch Bagration bị tập trung về Moskva ngày 15 tháng 7 năm 1943

Tiến trình của cuộc chiến tranh cũng là quá trình trưởng thành của các tướng lĩnh và chỉ huy Hồng quân. Trong tiến trình ấy, nếu coi chuỗi chiến dịch Đông - Xuân 1942-43 là bước đầu học hỏi và chuỗi chiến dịch Hè Thu 1943 là cột mốc trưởng thành, thì chuỗi chiến dịch Belorussia chính là lúc mà nghệ thuật quân sự Xô Viết chín muồi, từ chiến thuật cho đến nghệ thuật chiến dịch.
Trong thực hành tấn công phòng tuyến, lần đầu tiên các bài bản tấn công của học thuyết "Tác chiến chiều sâu" phát huy đầy đủ uy lực: hoả lực pháo và Không quân thực sự làm tê liệt hoàn toàn suốt chiều sâu của chiến tuyến, tạo tiền đề cho lực lượng hợp thành đột phá thành công. Đối diện với các hoả điểm kiên cố, Hồng quân không còn xung phong tốn quân như trước, mà sử dụng hoả lực pháo để phân lập, chia cắt và công phá một cách bài bản. Từng trung đoàn tấn công đều được biên chế phù hợp với chiến trường: ở nơi đầm lầy thì có các đơn vị công binh cầu đường tiên phong; ở khu vực nhiều bãi mìn thì có xe cày mìn đi trước. Nếu như trong trận Kursk trước kia, Hồng quân đã dùng các lực lượng du kích để tấn công cầu đường của quân Đức sau khi cuộc tiến công của Đức bị hủy bỏ, cản trở cuộc triệt thoái của quân Đức và làm phân hóa quân Dự bị Đức, thì Chiến dịch Bagration này được xem là đỉnh cao cho chiến tranh du kích Liên Xô. Trong, cuộc tấn công đại quy mô này, Hồng quân đã hợp đồng chặt chẽ với những đợt tấn công của quân du kích xuyên qua vùng Belorussia khiến cho quân Đức không thể phản trả. Trong các ngày 19 - 20 tháng 6 năm 1944, người Đức ghi nhận rằng có đến 14 nghìn vụ đánh phá lẻ tẻ vào cơ sở hạ tầng của họ. Nhờ đó, quân Dự bị Đức không thể tiến ra, binh sĩ Đức ở tiền tuyến thì không thể rút chạy mà cứ thế trở thành mục tiêu cho quân Nga vây bọc.
Trong thực hành vận động thọc sâu, các thê đội tiên phong khiến cho các mũi cơ động xe tăng - cơ giới hoá trở nên cực kỳ linh hoạt: luôn luôn tìm được phương án vu hồi, tập hậu, chọc sườn thay cho tấn công vỗ mặt. Trong suốt chiến dịch, tổ chức thê đội này tiên phong chứng tỏ hiệu quả: cầm chân lực lượng cơ động đối phương cho đơn vị chính vận động; chiếm bàn đạp vượt sông cho đơn vị chính hành tiến; duy trì tiếp xúc giao chiến liên tục khi truy kích. Một điểm mới nữa là khi hợp vây, thì bộ binh hình thành vòng vây trong để lực lượng cơ động đảm nhiệm vòng ngoài nhằm linh hoạt phát huy chiến quả, chặn đánh quân cứu viện giải vây, không còn để sổng túi như các chiến dịch trước đó.
Những tiến triển chiến thuật ở trên khiến bản thân chiến dịch là một sự hiện thực hoá mang tính nghệ thuật của hình thái chiến tranh hiện đại, từ mở cửa đột phá, vận động thọc sâu đến bao vây và truy kích phát huy chiến quả. Hơn thế nữa, khi đánh giá chiến dịch như là phương cách chủ động tạo tình huống buộc đối phương phản ứng theo dự tính, tạo tiền đề cho thành công của chiến dịch Lvov-Sandomir, thì cách thiết kế 2 chiến dịch liền kế ở đây chính là điểm chín muồi của nghệ thuật chiến dịch Xô viết trong Chiến tranh Thế giới thứ 2. Và, Chiến dịch Bagration, cũng giống như Chiến dịch Brusilov thời Chiến tranh thế giới thứ nhất, được coi là mẫu mực cho khả năng của người Nga tập trung dồn sức vào một mặt trận.

### Tưởng niệm

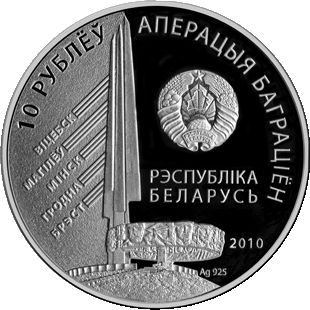
Đồng tiền phát hành kỷ niệm chiến thắng trong chiến dịch Bagration.
Tượng đài chiến thắng ở thủ đô Minsk.Tượng đài chiến thắng ở thủ đô Minsk.
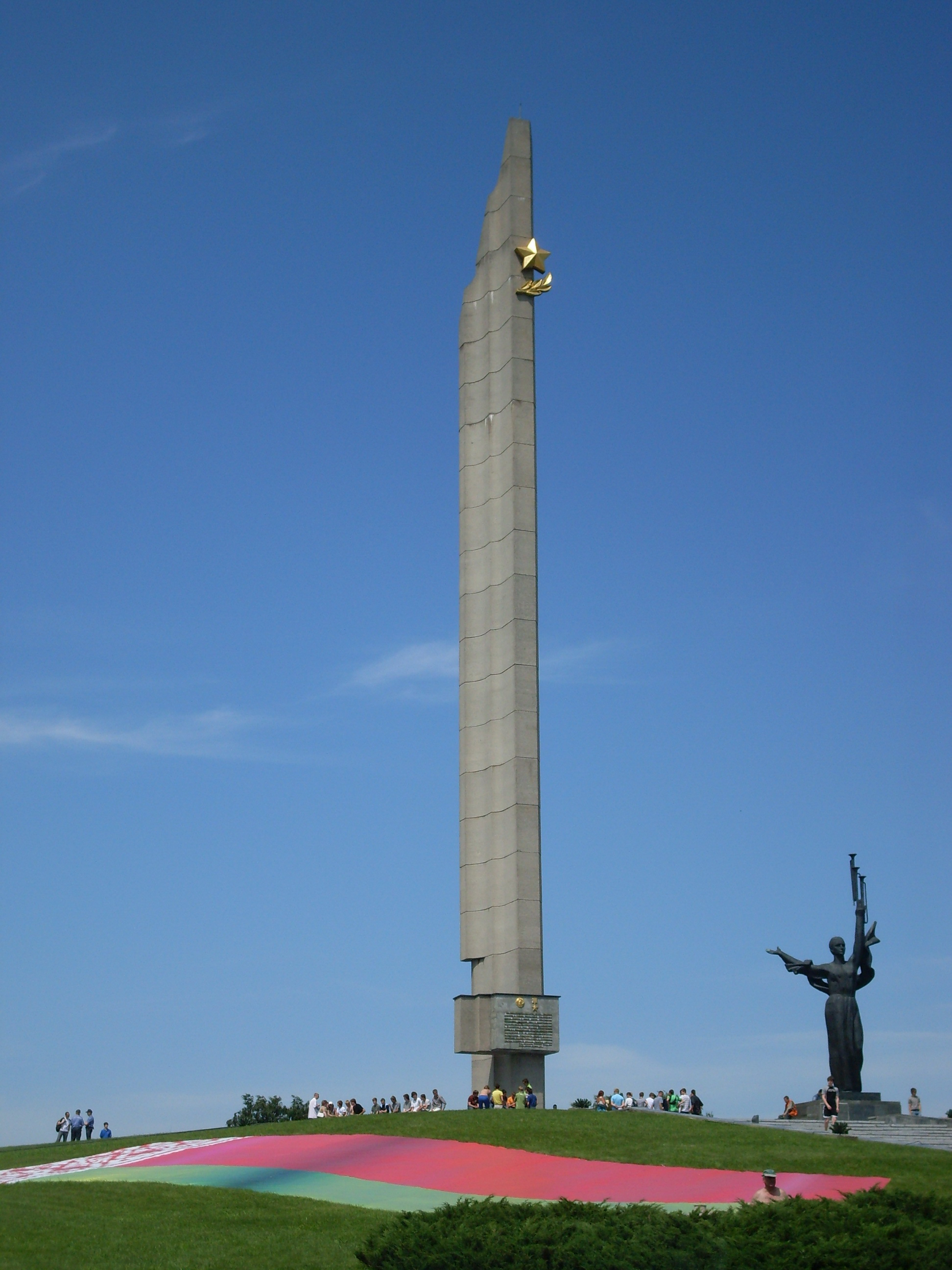
Phức hợp tượng đài Minsk - Thành phố anh hùng
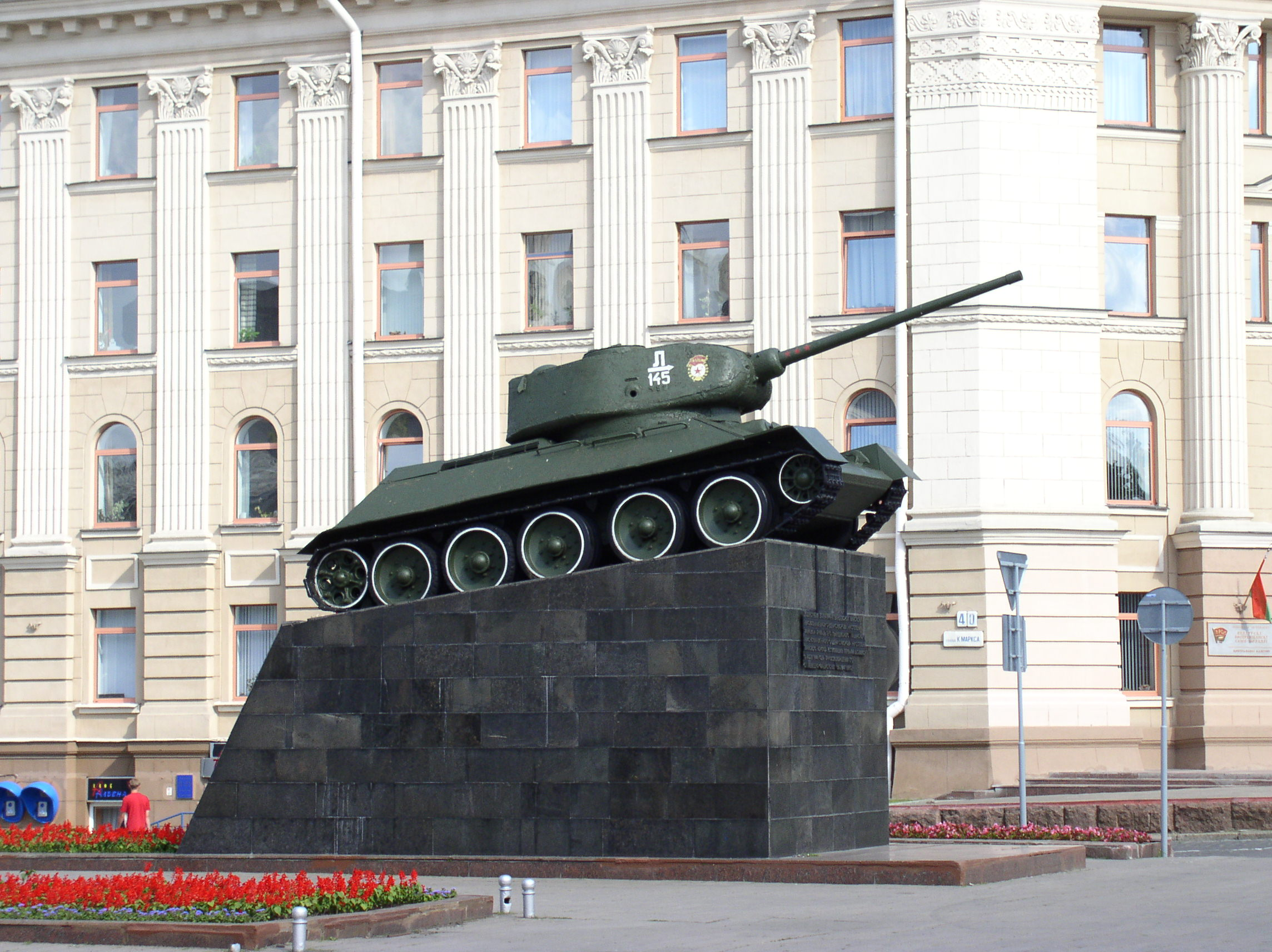
Đài kỷ kiệm chiếc xe tăng T-34/85 đầu tiên của Hồng quân Liên Xô tiến vào giải phóng Minsk

- Vào ngày 14 tháng 4 năm 2010, Ngân hàng Nhà nước Belarus đã cho lưu hành đồng tiền "Chiến dịch Bagration" nhằm kỷ niệm chiến thắng của quân đội Liên Xô trong trận đánh này.[103][104].
- Khu tưởng niệm Đồi Vinh quang (Курган Славы) được xây dựng vào năm 1969, cách Minsk 21 cây số trên đường cao tốc Moskva. Nó được xây dựng nhân kỷ niệm 25 năm ngày giải phóng Belarus trong chiến dịch Bagration.
- Tượng đài chiến thắng ở thủ đô Minsk.
- Phức hợp tượng đài Minsk - Thành phố anh hùng.
- Đài kỷ kiệm chiếc xe tăng T-34/85 đầu tiên của Hồng quân Liên Xô tiến vào giải phóng Minsk.

### Văn bản
- Armstrong, Richard N. 1946- Soviet operational deception: the red cloak. U.S. Army Command and General Staff College - Fort Leavenworth Lưu trữ ngày 8 tháng 7 năm 2010 tại Wayback Machine, 1988.
- Connor, William M. Analysis of deep attack operations: Operation Bagration, Belorussia, 22 June - ngày 29 tháng 8 năm 1944 Combat Studies Institute - Fort Leavenworth Lưu trữ ngày 22 tháng 2 năm 2011 tại Wayback Machine, 1987.
- Glantz, David M. & House, Jonathan. When Titans Clashed; How the Red Army Stopped Hitler. University of Kansas Press 1995. ISBN 978-0-7006-0899-7 Chương 13 (được trang web lãnh sự quán Belarus trích đăng từ sách).
- Zhukov, Georgi K. Nhớ lại và suy nghĩ, Moskva 1969 Bản dịch online của nhóm Lê Tùng Ba, Hồng Lam, Nguyễn Hải Sa, Lê Bá Phán, Trần Anh Tuấn - Chương 17.

### Bản đồ
- Bản đồ Chiến dịch Bagration[liên kết hỏng]
- Bản đồ các trận đánh bao vây, tiêu diệt cụm quân Đức Quốc xã ở phía Đông Minsk từ 3-7 đến 7-7-1944
- Bản đồ các trận đánh vượt sông Vistula của Tập đoàn quân cận vệ 8 tại khu vực đầu cầu Magnushev ngày 1 tháng 8 năm 1944
- Bản đồ các trận phản công của quân đội Đức Quốc xã tại quận Praga (Warshawa) từ ngày 2 đến ngày 4 tháng 8 năm 1944
- Bản đồ các trận đánh vượt sông Vistula của Tập đoàn quân 65 tại khu vực đầu cầu Narev từ ngày 5-8 đến ngày 4-9-1944
- Bản đồ các trận đánh phòng ngự của Tập đoàn quân xe tăng 2 tại khu vực phụ cận Warshawa từ ngày 1 đến ngày 5 tháng 8 năm 1944

### Phim tài liệu
- Phim tài liệu của Star Media về "Chiến dịch Bagration" (phụ đề tiếng Việt)
- "Cuộc duyệt binh" của hành chục vạn quân Đức Quốc xã bị Hồng quân Liên Xô bắt làm tù binh trên đường phố Moskva ngày 17-7-1944
- Quân đội Đức Quốc xã chỉ có thể vào Moskva theo cách này
- Soviet Storm - Operation Bagration